# Abbaye de Saint-Benoît-sur-Loire
Pour les articles homonymes, voir Abbaye Saint-Benoît et Fleury.
L’abbaye de Saint-Benoît-sur-Loire, plus exactement abbaye de Fleury, est une abbaye bénédictine qui se dresse sur le territoire de la commune française de Saint-Benoît-sur-Loire dans le département du Loiret en région Centre-Val de Loire.
Le premier monastère fondé au haut Moyen Âge en 651 est l'un des premiers en Gaule à vivre selon la règle de saint Benoît et les reliques de saint Benoît y sont transférées. Au début du XIe siècle, l'abbaye est un des centres culturels de l'Occident et rayonne alors grâce à son importante bibliothèque et son scriptorium. Après un incendie en 1026, l'église actuelle est reconstruite et sa tour-porche occupe une place importante au début de la période dominée par l'art roman, par la haute qualité des sculptures des chapiteaux.
L'église abbatiale est classée aux monuments historiques. Le site est situé dans la partie est du val de Loire inscrite au patrimoine mondial de l'UNESCO.

## Localisation

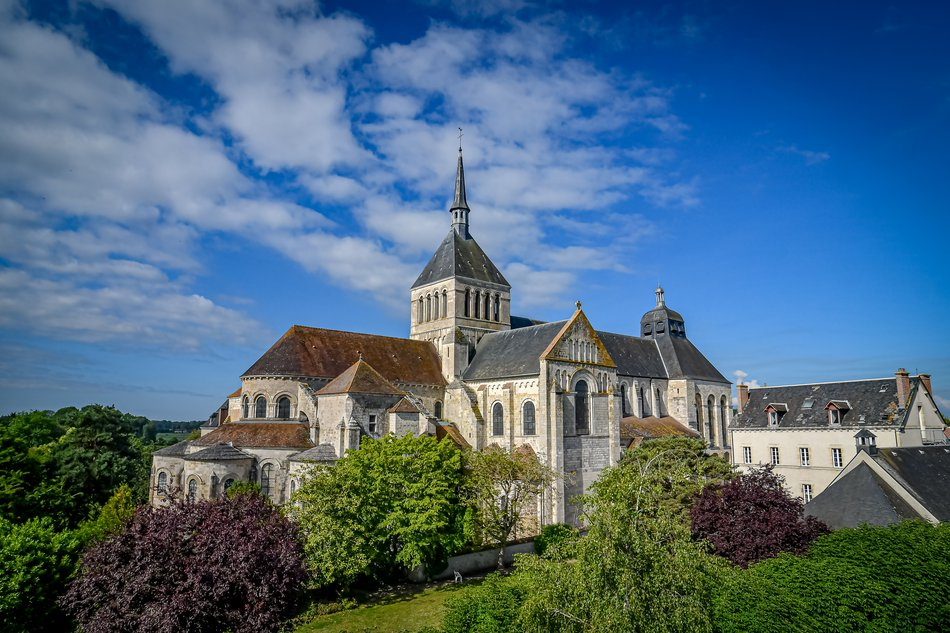
Abbatiale Saint-Benoît (ou église abbatiale).

L’abbaye de Fleury est située sur le territoire de la commune de Saint-Benoît-sur-Loire, à 650 mètres de la rive nord de la Loire et à 114 mètres d'altitude, dans le département français du Loiret et la région naturelle du Val de Loire. L'abbatiale est accessible via la rue Orléanaise (route départementale 60), la rue et la place de l'Abbaye.

## Historique

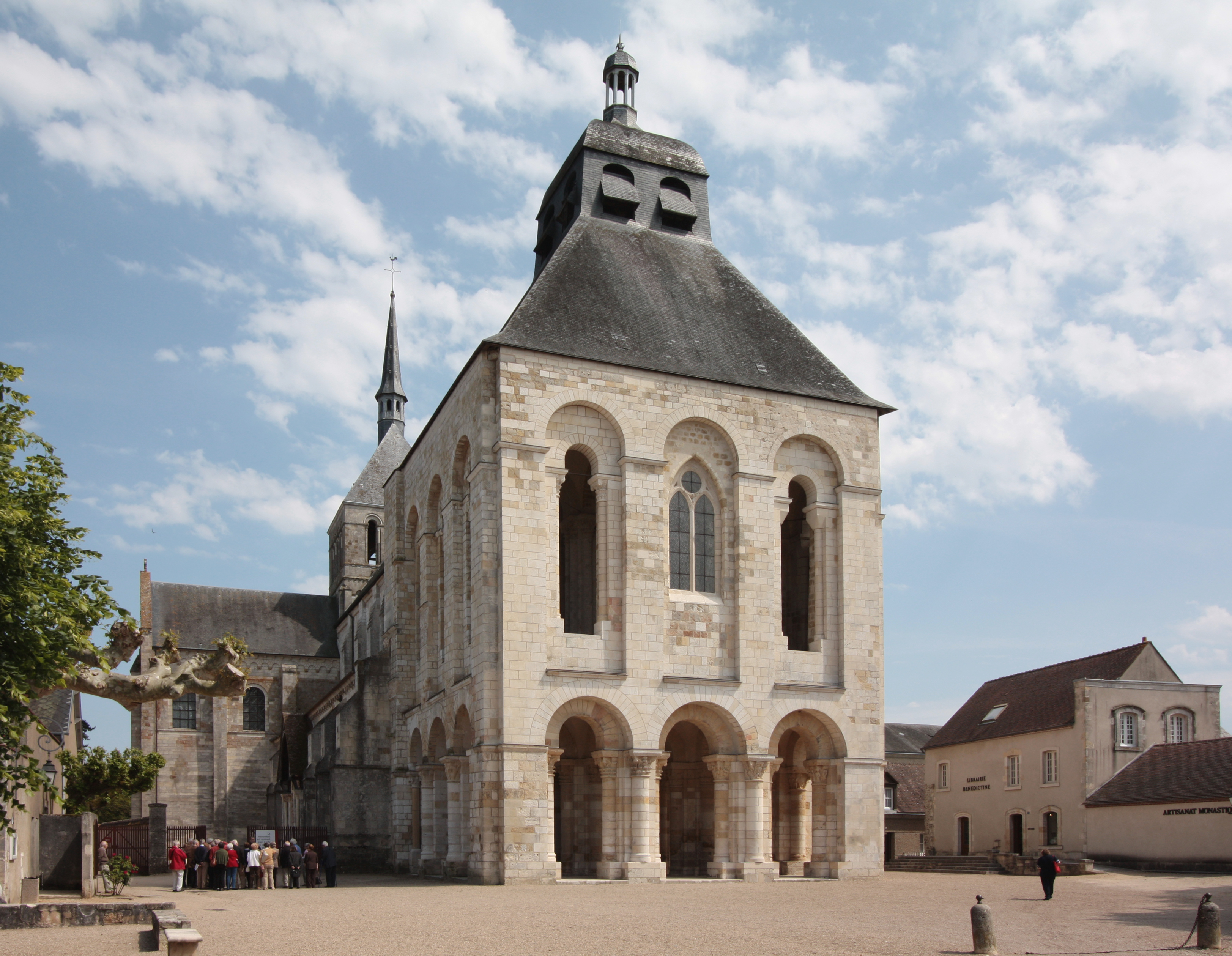
La tour-porche.

### Les origines

#### Introduction de la règle bénédictine en France
L'introduction de la règle bénédictine en France est décrite dans la vie de saint Maur écrite par Odo de Glanfeuil (en) au IXe siècle.
L’évêque du Mans, du vivant de saint Benoît, envoie des religieux de son diocèse au mont Cassin pour se renseigner sur la règle de saint Benoît. Le jour de l’Épiphanie 542, saint Maur quitte le mont Cassin et Benoît de Nursie. Il passe la période de Pâques près d’Auxerre dans un lieu appelé Font-Rouge près d’un solitaire appelé Romain qui avait donné l’habit monastique à Benoît de Nursie. Il arrive avec ses moines à Orléans où il tente, sans succès, d’introduire la règle bénédictine à l’abbaye de Saint-Pierre-aux-Bœufs, qui prit plus tard le nom de Saint-Aignan. À la suite de la mort de l’évêque du Mans Innocentus, saint Innocent, et le refus de son successeur de recevoir saint Maur, il reste à Orléans, puis se dirige vers Angers, où avec l’aide du comte Florus, il crée l’abbaye de Glanfeuil. Tel est le récit d'Odo, probablement légendaire.

#### Les premiers oratoires
Sous l’épiscopat de l'évêque d’Orléans Leodegarius, l’abbé de la collégiale Saint-Aignan d'Orléans, Léodebold, souhaite introduire la règle de saint Benoît dans son abbaye. Devant le refus de ses moines, il décide de fonder une nouvelle abbaye. Pour cela il échange avec le roi des Francs Clovis II et l’appui de son épouse Bathilde, favorable à l'établissement de nouvelles abbayes, une propriété qu’il possédait avec la villa gallo-romaine de Floriacum près d’Orléans et des bords de la Loire. L’année même de son échange, en 651, il envoie des religieux, dont probablement Liébaut et Rigomaire, les futurs premiers abbés de Fleury, pour fonder la nouvelle abbaye. Ils utilisent probablement au début les anciennes constructions de cette possession royale. Un des oratoires fondés est consacré à saint Pierre, l’autre à la Vierge Marie,.

#### Les reliques de saint Benoît

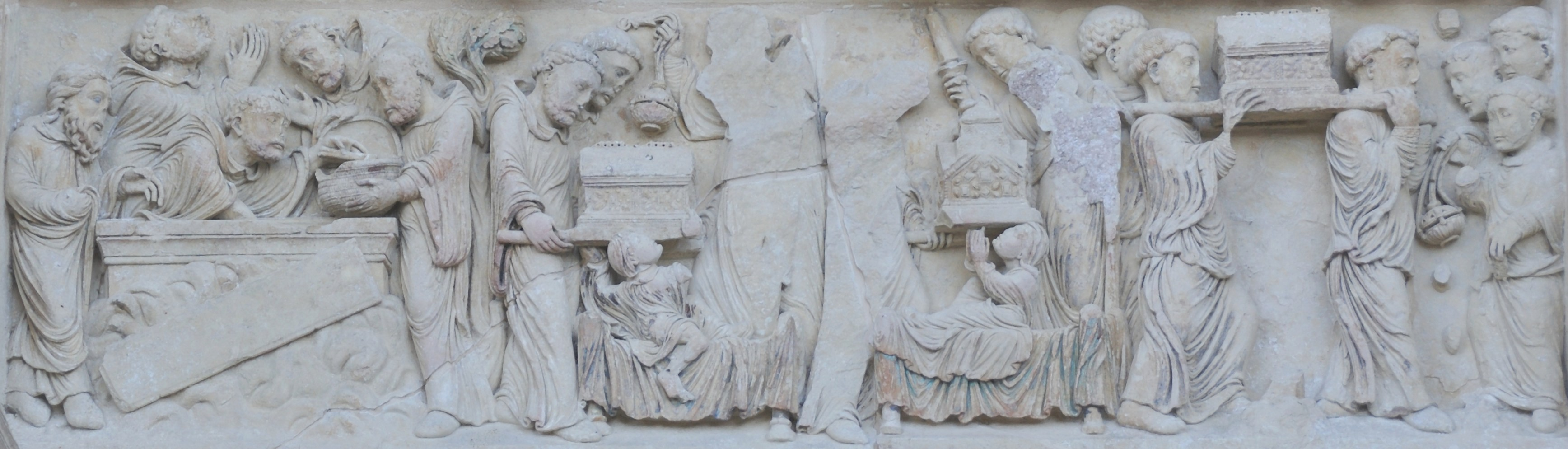
Translation des reliques (portail nord de l'abbatiale).

Mommolin, le deuxième abbé de Fleury, ayant une vision mystique de saint Benoît, demande à un de ses moines, Aigulfe, d’aller en Italie et de rapporter à l’abbaye de Fleury le corps de saint Benoît qui se trouve alors dans le monastère abandonné du mont Cassin. Aigulfe se rend à Rome avec des moines du Mans qui souhaitent rapporter les reliques de sainte Scholastique enterrée à côté de saint Benoît. Il y recueille les corps de saint Benoît et de sainte Scholastique. Malgré l'opposition du pape, le retour d’Aigulfe et ses compagnons avec les reliques de saint Benoît et sainte Scholastique à l’abbaye de Fleury se fait en juin 655. Le corps de sainte Scholastique est alors donné aux moines venus du Mans. Le corps de saint Benoît est d'abord déposé dans l'église Saint-Pierre puis, finalement, enterré dans l’église consacrée à la Vierge Marie en décembre 655. L‘abbaye prend alors le nom de Saint-Benoît de Fleury ou de Saint-Benoît-Fleury. La date de cette translation varie suivant les auteurs : 653 pour Mabillon, 655 pour Dom François Chazal, 660 pour les bénédictins du XVIIe siècle. La date de 660 pourrait être plus logique si on considère que le pape à l'époque de ce transfert est Vitalien.
Vers 752-754, des moines de l’abbaye du Mont-Cassin, accompagnés par Carloman, viennent à l'abbaye accompagnés de l’archevêque de Reims pour reprendre les reliques de saint Benoît sur l'ordre du pape Zacharie et du roi Pépin le Bref. La légende raconte qu'un miracle de saint Benoît fit que l'abbé Medon ne donna aux moines du Mont-Cassin que quelques ossements du corps de saint Benoît.
En 887, une portion des reliques de saint Benoît sont données au monastère de Perrecy-les-Forges dépendant de l'abbaye de Fleury-Saint-Benoît. À la demande du pape Urbain V, en 1364, elles sont envoyées à Montpellier, puis en 1725, données à l'abbaye du Bec (Le Bec-Hellouin). À la demande du roi du Pologne Stanislas Leszczyński, en 1736, une petite partie des ossements du saint est donnée au monastère de Saint-Léopold, en Russie et après la Révolution française, les dons de reliques de saint Benoît ont été plus nombreux,.

### Le développement

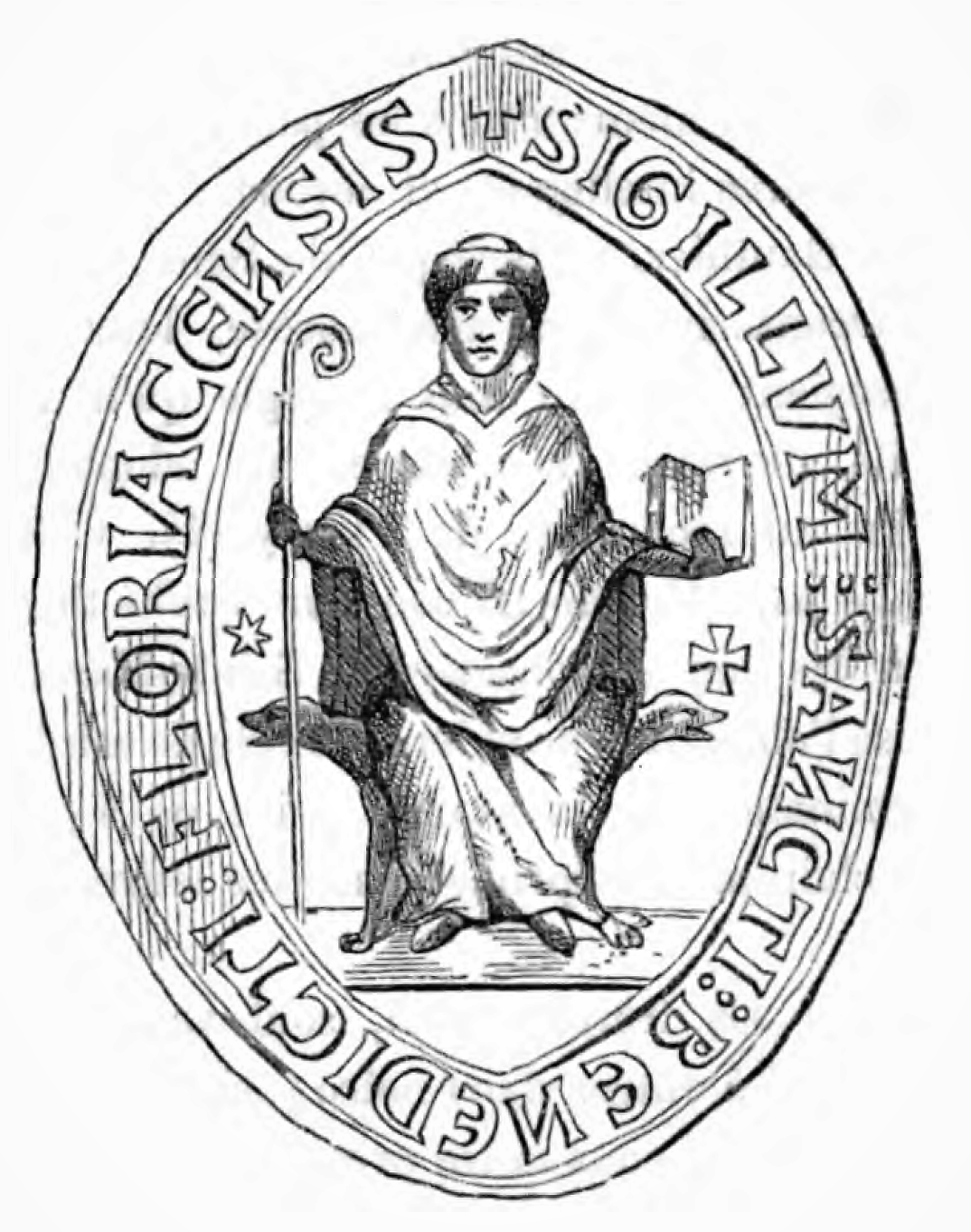
Le sceau de l'abbaye - SANCTI BENEDICTI FLORIACENSIS.

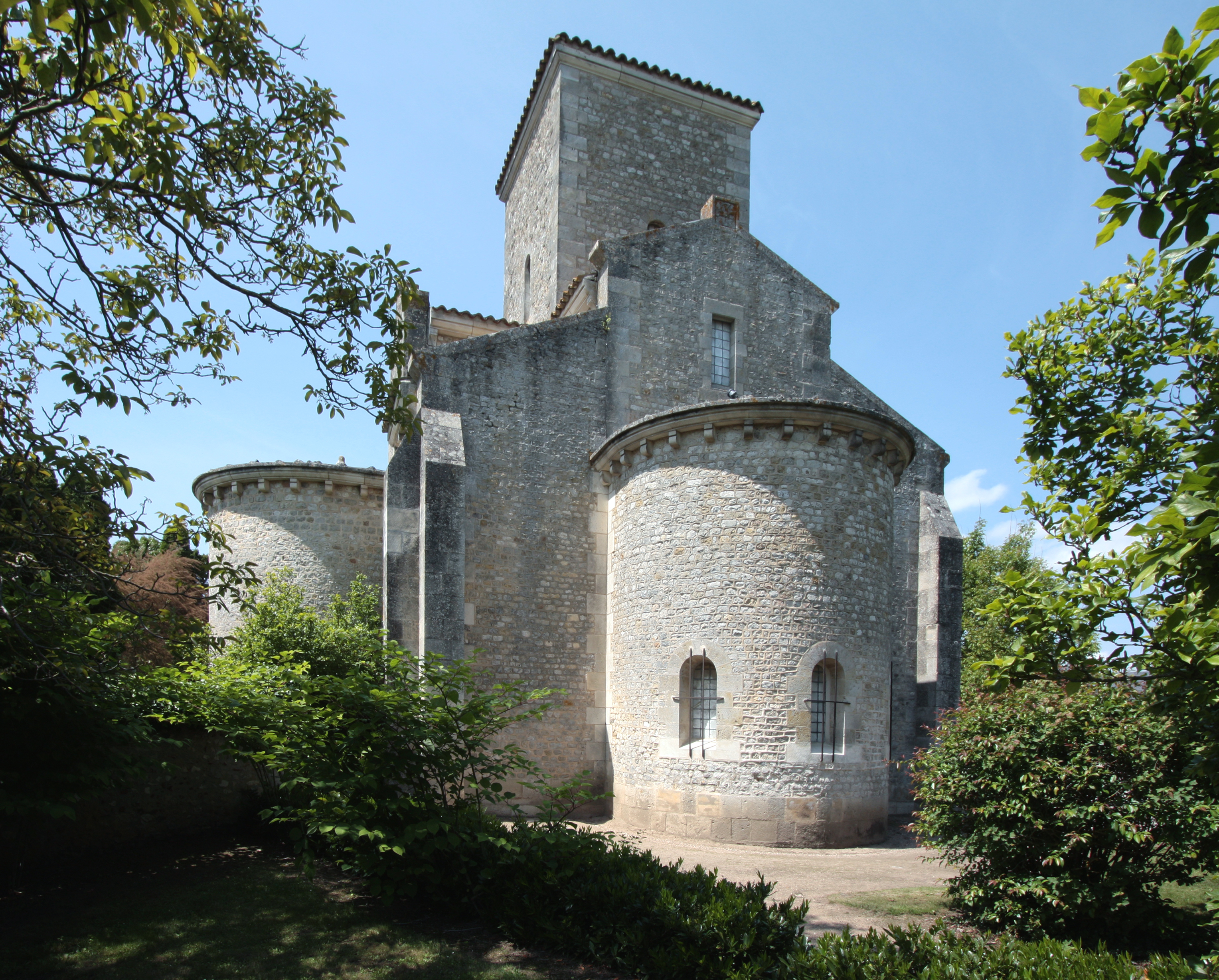
L'oratoire carolingien de Germigny-des-Prés.

Un premier monastère fondé, au Haut Moyen Âge, le 27 juin 651, est alors situé dans le Royaume des Francs,. Ce monastère est un des premiers en Gaule celtique à vivre selon la règle de saint Benoît. Les reliques de saint Benoît y sont transférées par des moines étant allés chercher les ossements délaissés de leur maître, ce qui est à l'origine du nom actuel de l'abbaye.
Le temporel se constitue, après Leodebold qui donne dans son testament le domaine de Fleury, vers 670, le roi des Francs de Neustrie et des Burgondes Clotaire III confirme à l'abbaye des biens qui formeront le prieuré de Saint-Benoît-du-Sault, puis le roi des Francs Thierry III fait un don près de Bordeaux comme Pépin Ier le père de Charlemagne l'avait fait avant lui. Entre 691 et 720, un prince royal offre de vastes domaines dans le diocèse de Langres où l'abbé de Saint-Benoît crée un monastère relevant de son autorité. Avant 720, les moines défrichent des terres qui forment des ermitages en forêt d'Orléans, en Sologne et sur les bords de Loire.
Dans les premières années du IXe siècle, l'évêque d'Orléans Théodulphe gouverne l'abbaye. Il occupe sous Charlemagne de hautes fonctions et veut que l'instruction soit donnée à tous ceux qui tiendront une charge. Les moines de Saint-Benoît acceptent d'enseigner aux jeunes nobles. Il fait ériger l'oratoire carolingien de Germigny-des-Prés.
Au IXe siècle, la situation est prospère, le roi des Francs Louis le Pieux visite le monastère, confirme les privilèges dont celui de faire circuler quatre bateaux sur la Loire, exempte l'abbaye de toute juridiction religieuse et civile et le prieuré de La Réole lui est restitué. Avec la montée du féodalisme, le fief de Fleury est divisé en treize mairies parmi lesquelles Saint-Benoît-sur-Loire, Guilly, Tigy, Germigny-des-Prés, Bray-en-Val et Châtenoy. L'abbaye possède sur ses domaines de nombreux serfs.
|                                      |
| Le prieuré de Saint-Benoît-du-Sault. |

|                                   |
| Le prieuré de Perrecy-les-Forges. |

|                         |
| Le prieuré de La Réole. |

### Les invasions et le déclin
En 845, le roi Charles le Chauve visite l'abbaye. Vers 853, les normands remontent la Loire et les religieux reçoivent les moines de Touraine qui fuient avec les reliques de saint Martin puis repartent vers Auxerre. Les populations sont dans la misère, les champs ne sont plus cultivés et les récoltes pillées. Le roi Charles le Chauve accorde de nouveaux domaines à l'abbaye dans le pays de Mâcon, Autun et Chalon dont le domaine de Perrecy-les-Forges qui deviendra un riche monastère. Il établit la mense abbatiale en séparant les biens de l'abbé de ceux des moines.
La fin du IXe et le début du Xe siècle est une période d'affaiblissement de la discipline religieuse et de décadence. Le roi Carloman II visite le monastère qui est en ruine, les bâtiments conventuels ne sont plus habitables, l'église est dévastée, le tombeau de saint Benoît est vide car les reliques par mesure de sécurité sont à Orléans. Le roi donne l'ordre de réparer les bâtiments et de reconstruire l'église. Les moines rentrent à l'abbaye en 883. Un fort est construit à l'angle sud-est du monastère en 883.
Vers 897, les Normands qui parcourent toujours la Loire avec leurs navires reviennent à Saint-Benoît et pillent le monastère mais les moines sont repartis avec le corps de saint Benoît. Après toutes ces invasions on assiste au dépérissement de la discipline.

### L'apogée de l'abbaye

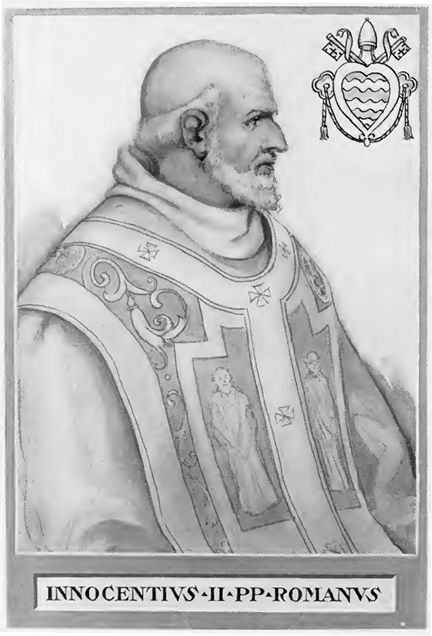
Le pape Innocent II.

Le nouveau roi Raoul de Bourgogne élu en 922 connaît l'abbé Odon de Cluny et lui donne la charge de restaurer le monastère des bords de Loire. L'abbaye de Saint-Benoît-sur-Loire qui est dans le domaine royal devient la propagatrice de la réforme clunisienne. L'introduction des méthodes de Cluny ranime la fidélité parfaite à la Règle bénédictine, silence, prière, travail, frugalité, abstinence et l'office divin célébré avec le plus d'éclat possible. Le nombre de religieux augmente et le modèle du monastère sert de référence et transmet la réforme aux monastères de France, de Lorraine, de Rhénanie, de Flandres, de Bretagne et d'Angleterre. Parmi ses novices, un Anglais, Oswald devient archevêque de York et propage la réforme en Angleterre.
Deux abbés font de Saint-Benoît-sur-Loire l'un des centres culturels de l'Occident : Abbon (de 988 à 1004) et Gauzlin (de 1004 à 1030). L'abbaye rayonne alors grâce à son importante bibliothèque et son scriptorium, qui a produit des œuvres comme le Livre de Jeux de Fleury. Le successeur d'Odon de Cluny, l'abbé Abbon (988-1004),, est un Orléanais qui se bat pour préserver les biens de l'abbaye que l'évêque d'Orléans Arnoult lui dispute car, depuis le concile de Chalcédoine de 451, l'évêque a tout pouvoir sur les abbayes de son diocèse, contrôle l'élection des abbés et peut intervenir si nécessaire. Abbon obtient du pape Grégoire V l'exemption romaine qui est confirmée par le pape Benoît VIII. On lui doit des ouvrages touchant la grammaire, la dialectique, la cosmographie, le comput, les mathématiques, la liturgie, le droit canon et l'histoire ecclésiastique.
En 1004, le roi Robert le Pieux fait désigner le fils naturel d'Hugues Capet, Gauzlin élevé à l'abbaye, comme son abbé. Les dons affluent du comte de Gascogne, de la famille ducale normande et de plusieurs seigneurs d'Espagne. Guillaume Ier de Bellême donne l'abbaye de Lonlay en Normandie, l'abbé Gauzlin y envoie des frères et un moine nommé Guillaume,.

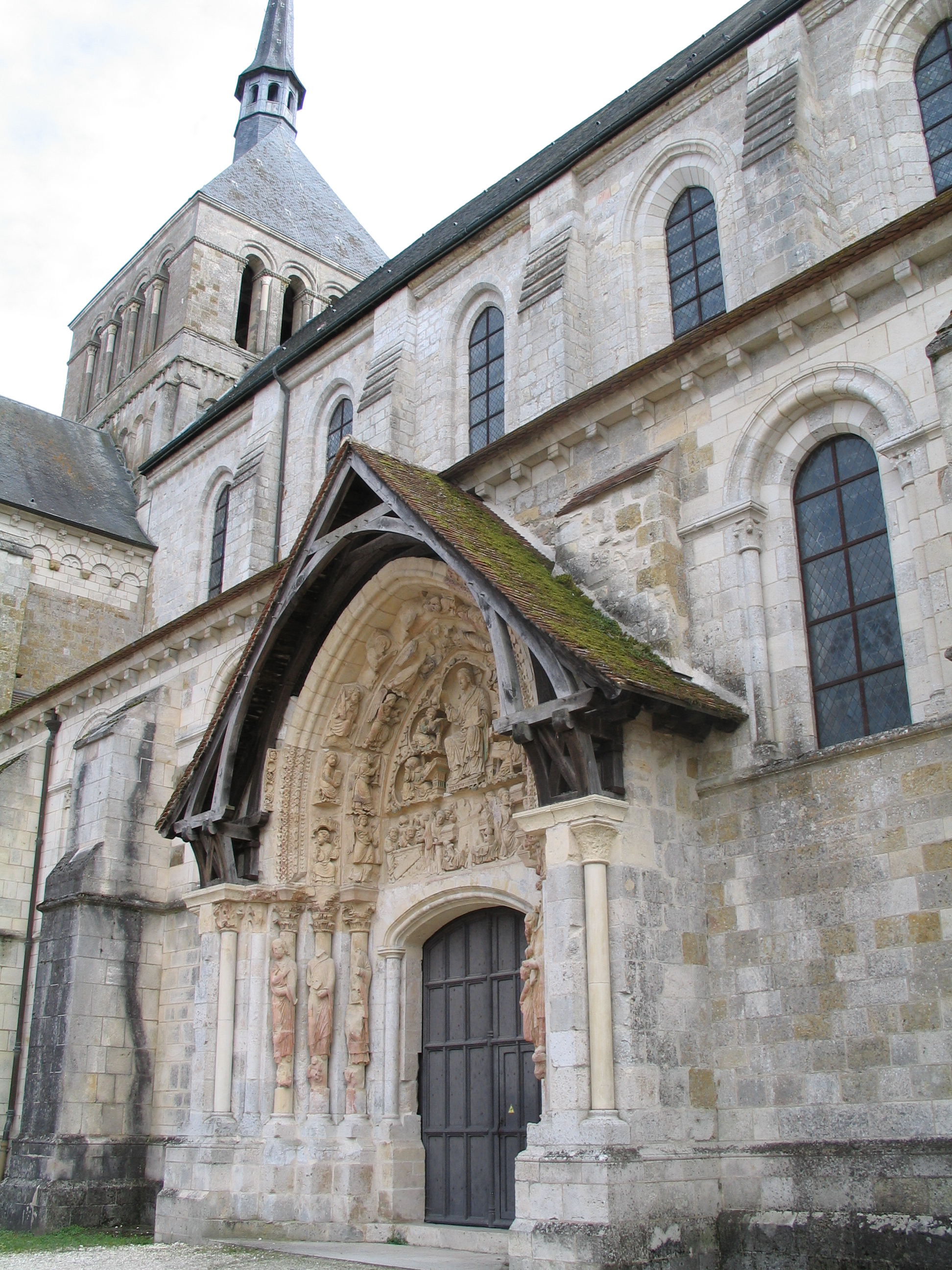
La façade Nord et le portail.

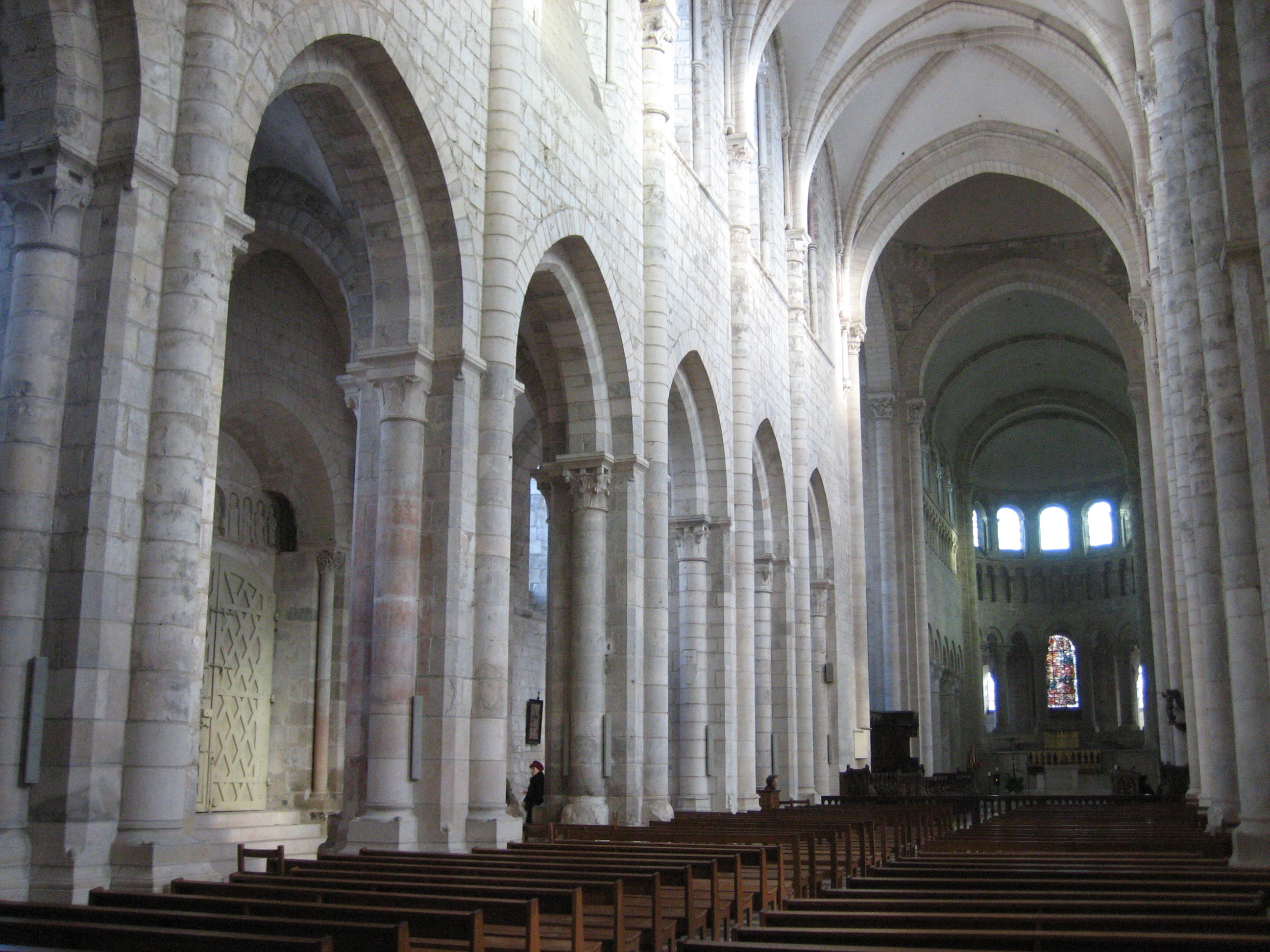
Vue de la nef vers l'abside.

Les bâtiments subissent un incendie en 1026. L'édifice actuel est reconstruit sous l'impulsion de Gauzlin, alors abbé de Saint-Benoît, à partir de 1027. Les travaux commencent par la tour-porche, dont la construction a commencé quelques années auparavant et qui semble avoir échappé au feu.
L'abside, la crypte et le chœur sont achevés et consacrés en 1108, permettant l'inhumation dans le sanctuaire, la même année, du roi de France Philippe Ier. La nef est poursuivie pour rejoindre la tour-porche avec des arcatures gothiques. L'essentiel du bâtiment est achevé vers 1218.
En 1130, l'abbaye connaît une des plus belles journées de son histoire quand Bernard de Clairvaux vient bénir l'alliance de l'Église romaine et de la Monarchie capétienne entre le pape Innocent II et le roi Louis VI le Gros.
Au début du XIIIe siècle l'abbaye a environ 170 religieux. Une soixantaine de moines vivent au monastère, 70 dans les grands prieurés conventuels de La Réole, Perrecy-les-Forges et Saint-Benoît-du-Sault et 40 dans les petits prieurés. Mais en 1299, les finances sont dans un état critique et on limite le nombre de religieux à 45 à Saint-Benoît-sur-Loire, 24 à La Réole, 20 à Perrecy-les-Forges et 12 à Saint-Benoît-du-Sault,.

### L'affaiblissement
À la fin du Moyen Âge, l'abbaye de Saint-Benoît, comme ses semblables, subit un fléchissement. Le nombre de ses biens et leur dissémination entraînent des différends avec les laïcs et des soucis matériels. En 1335, la vie est difficile pour les religieux tenus à une extrême frugalité. Pendant la guerre de Cent Ans, il faut payer des contributions extraordinaires alors que les revenus diminuent.
En 1358-1359, les Anglais tiennent garnison à Châteauneuf-sur-Loire, ravagent les environs, dévastent les bâtiments et l'église du monastère. Un incendie en achève la destruction puis en 1363, une bande de Bretons oblige l'abbaye à payer une rançon. Vers 1369, de nouvelles bandes ravagent le pays.
En 1372, l'état du monastère est lamentable faute d'argent pour le restaurer et on a un grand mal à se faire restituer les biens usurpés pendant la période de troubles. En 1415, il n'y a plus que vingt-quatre religieux.
En 1429, Jeanne d'Arc et Charles VII passent par Saint-Benoît-sur-Loire sur la route qui relie le château de Sully-sur-Loire et celui de Châteauneuf-sur-Loire qui sont restés aux mains françaises. En 1443, une supplique au pape dépeint les calamités, les incursions de gens de guerre, les épidémies et la disette. Les ressources sont tellement réduites que l'on ne peut rien faire pour les bâtiments. Avec des abbés dont l'élection est le fruit de l'intrigue, la communauté est divisée, insoumise et impute aux abbés la frugalité dans laquelle elle vit. En 1471, le Parlement de Paris impose une réformation mais son effet ne paraît pas décisif. Bientôt l'abbatiat ne sera plus qu'un titre et ses revenus une prébende

### Le régime de la commende
La fin du XVe siècle est marquée par les premiers abbés commendataires. Désormais, les abbés seront des grands seigneurs, favoris royaux, peu présents et soucieux d'encaisser de gros bénéfices. La vie des moines devient plus séculière que religieuse. Le pouvoir effectif et l'influence à la fois spirituelle et temporelle sur leurs destins passent aux mains des prieurs. Les officiers et particulièrement le cellérier ont tendance à constituer des bénéfices et il y a moins de moines. La commende est la revanche de l'épiscopat contre le système des exemptions.
Les deux premiers abbés commendataires sont élus par les religieux. Le cardinal Jean VI de La Trémoïlle (1486-1507) restaure l'église et les bâtiments conventuels. Le cardinal Étienne Poncher (1507-1524) sépare les dortoirs en cellules et achève le logis abbatial.
En 1515, le concordat entre François Ier et le pape Léon X accorde au roi la nomination des évêques et des abbés.
Les religieux refusent d'accueillir le cardinal Antoine Duprat (1525-1535) et François Ier vient en personne l'installer. Il fait démolir la tour Saint-Michel dont il ne reste que le péristyle et l'étage. Avec son successeur l'abbaye subit des aliénations mais le roi accorde au bourgeois de Saint-Benoît-sur-Loire les droits d'une ville avec la possibilité de s'enclore de murs.
Avec le cardinal Odet de Coligny-Châtillon (1551-1569) le trésor et la bibliothèque sont pillés; il se range du côté des calvinistes. Pendant les trois abbatiats suivants, c'est le dépérissement total de la discipline monastique à cause de son isolement. Quelques abbayes s'agrègent en une Congrégation gallicane des Exempts.
Charles d’Orléans (1584-1601) fils naturel de Charles IX restaure le monastère et l'église détruite par un incendie mais les troubles qui secouent l'Orléanais entraînent des défections nombreuses. Il ne reste que cinq religieux armés par la Ligue, les autres sont dispersés.
À la fin du XVIe siècle les biens de l'abbaye sont dilapidés. Après la conversion d'Henri IV, les religieux rentrent au monastère mais l'indiscipline est à son comble

### La Réforme de Saint-Maur

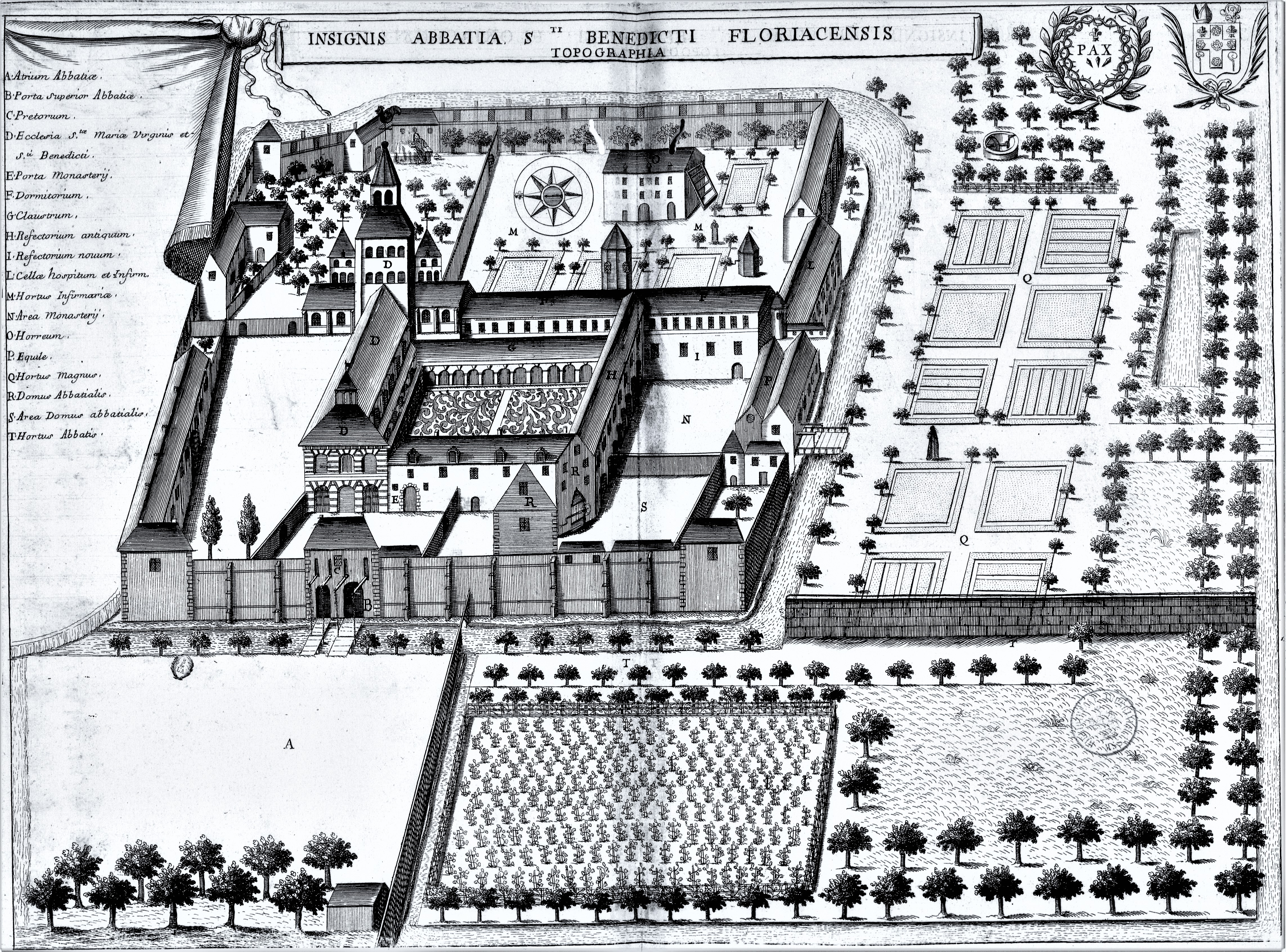
L’abbaye des mauristes au XVIIe siècle.

En 1618, la Congrégation de Saint-Maur est fondée, approuvée par Louis XIII et le pape Grégoire XV en 1621. Très vite plusieurs monastères s'affilient mais beaucoup de religieux anciens résistent et se font garantir un régime d'exception. Les jeunes acceptent la réforme avec les antiques observances bénédictines : résidence, silence, abstinence et l'exécution des offices religieux dans leur totalité. On y ajoute la méditation et une grande ferveur pour le travail intellectuel.
Le cardinal de Richelieu, abbé de Saint-Benoît-sur-Loire de 1621 à 1642, introduit la Réforme de Saint-Maur dans l'abbaye. Le 26 mai 1627, le chapitre décide que les anciens et les nouveaux formeront deux communautés avec chacune son prieur. En 1660, il n'y a plus qu'un seul ancien, les mauristes sont vingt y compris le prieur et le sous-prieur et entreprennent l'œuvre de redressement. Pour relever l'éclat du culte, ils blanchissent l'église et l'embellissent par de nouveaux ornements. Ils enseignent la philosophie, la théologie et la rhétorique et une bibliothèque est constituée. Ils retrouvent dans les archives des vieux titres et restaurent des droits aliénés. Ces nouveaux revenus permettent de restaurer les bâtiments et les jardins, une nouvelle châsse pour les reliques de saint Benoît coûte 15 000 livres et on construit un édifice pour la recevoir.

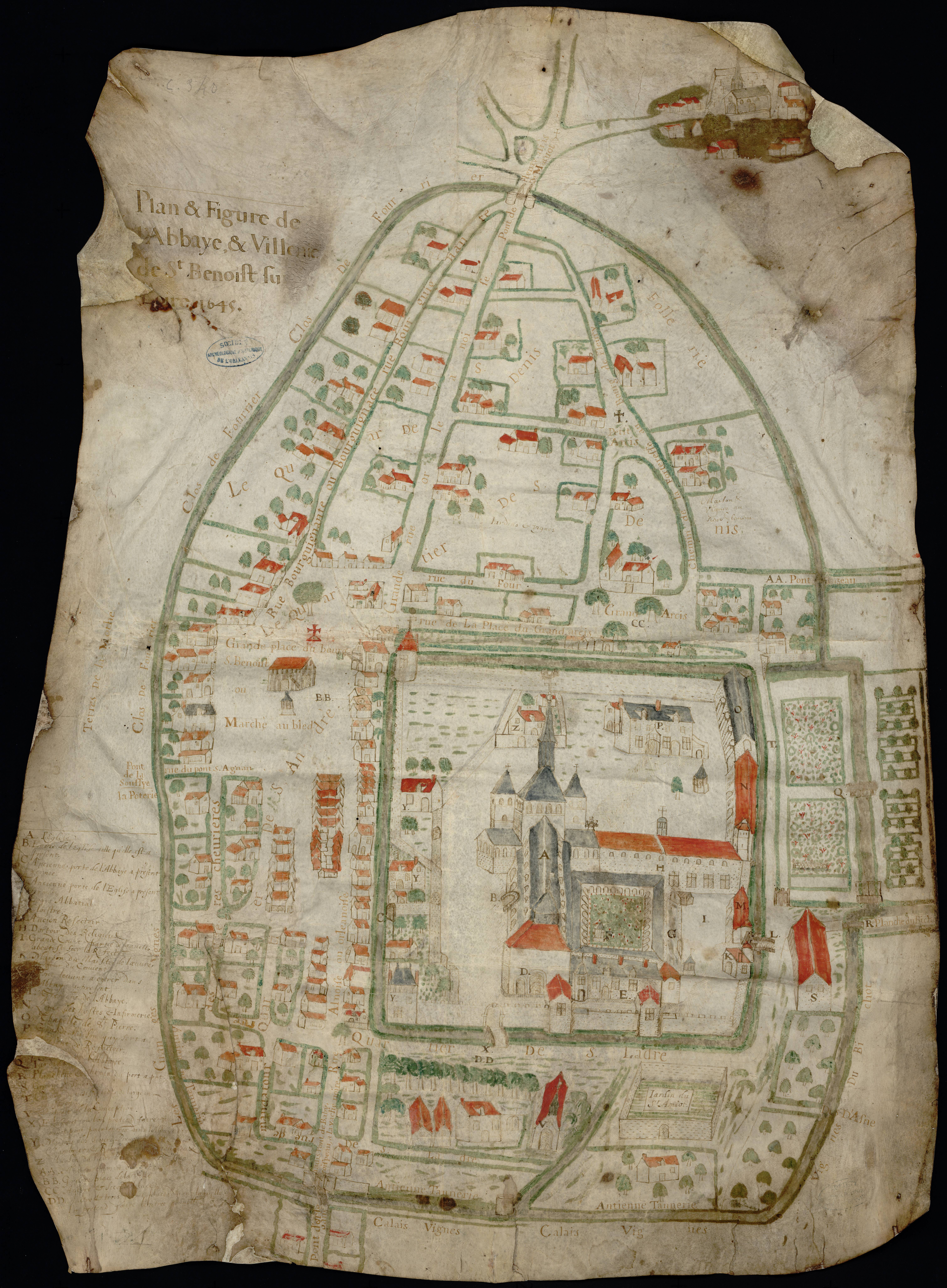
Plan et figure de l'abbaye et Villenie de Saint-Benoist-sur-Loire. 1645.

En 1645, le déplacement de la porte d'entrée a donné lieu à la publication d'une carte exposant le projet : Plan et Figure de l'Abbaye, & Villenie de St Benoist su Loire.
En 1712, la construction d'un vaste bâtiment contenant les lieux réguliers commence : cellules, réfectoire et salle commune, deux nouvelles ailes dont une rejoint le transept de l'église et l'autre se dirige vers l'abside. Elles abritent la salle capitulaire, la sacristie, l'infirmerie, l'hôtellerie, la bibliothèque et les autres annexes de fonctionnement. Les façades sont bordées de terrasses dominant les jardins avec un panorama vers le val et la Loire.
Le jansénisme s'introduit dans l'enseignement des écoles de l'abbaye où on étudie la philosophie, la théologie, le latin, le grec, l'hébreu, la physique, les mathématiques et l'histoire. Les religieux refusent de renoncer à cette doctrine malgré les injonctions de l'évêque d'Orléans.
Vers 1760, le recrutement des cloîtres devient difficile, la littérature et la philosophie discréditent les vœux religieux et le public est témoin du déclin des monastères.
En 1789, dans les cahiers de doléances de Saint-Benoît-sur-Loire, les paroissiens demandent au roi Louis XVI la création d'un collège tenu par les bénédictins, gratuit pour les enfants du pays et payant pour les étrangers.

### La Révolution

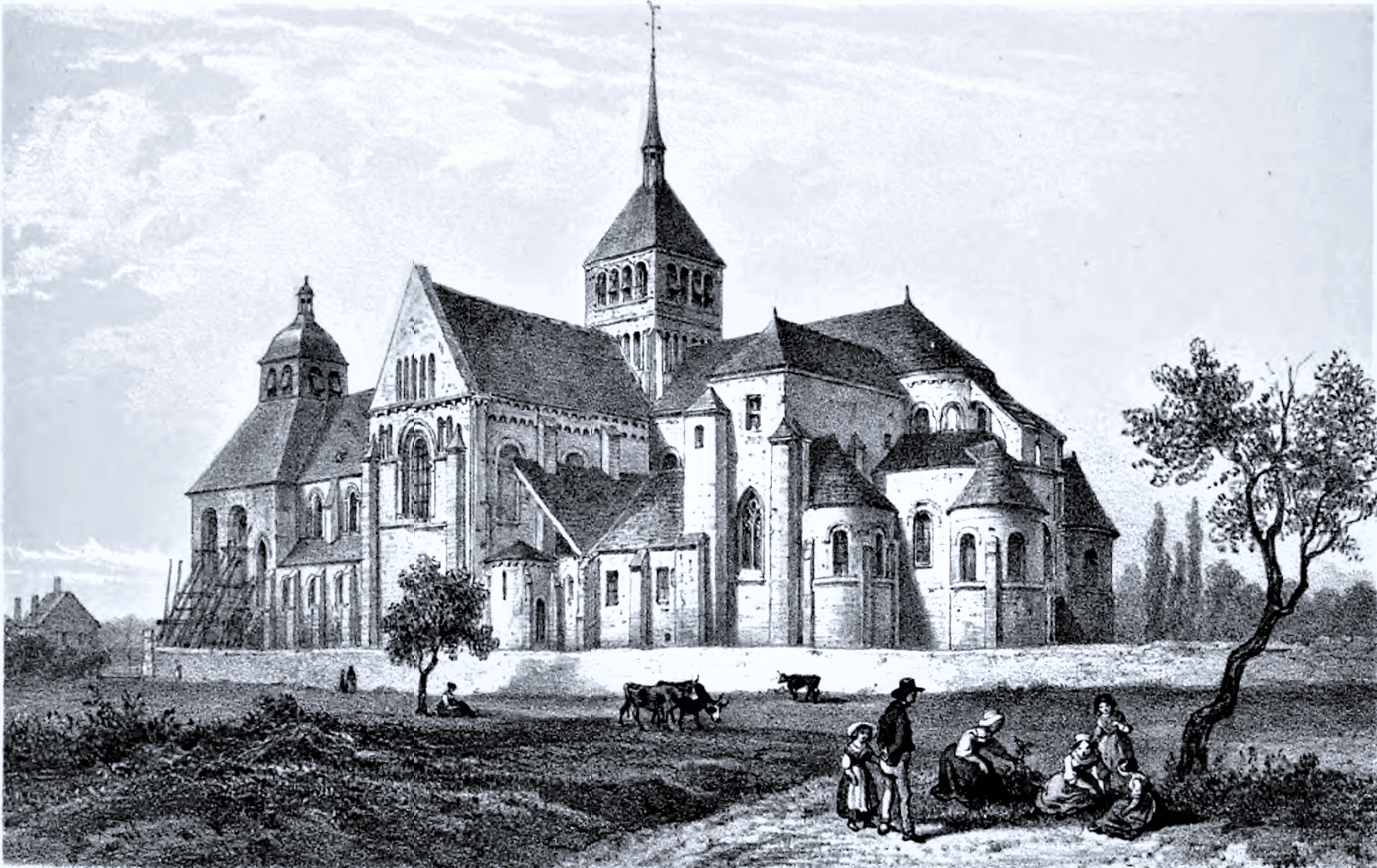
Vue de l'abbaye en 1851 par Deroy.

En 1788, il ne reste plus dans le monastère qu'une dizaine de moines et une quinzaine de novices qui ne respectent plus l'austérité de leur Ordre. Le décret du 6 avril 1792 sur les communautés religieuses les oblige à quitter l'abbaye. Deux religieux signent le serment constitutionnel et exercent à Bray-en-Val et Saint-Benoît-sur-Loire, l'autre se marie et reste au village.
Benoît Lebrun, architecte parisien installé à Orléans, achète le 24 fructidor an IV tous les bâtiments, 22 arpents de terre formant un clos entouré avec des viviers et tenant à l'abbaye. Il prévoit d'y installer une manufacture, mais le projet n'aboutit pas. Il achète aussi l'église à la condition d'en rebâtir une autre pour les 900 paroissiens du bourg mais l'échange contre celle de Fleury. Il démolit les bâtiments puis vend l'emplacement à un propriétaire du pays,.
De l'importante bibliothèque de plusieurs milliers d'ouvrages il ne reste que 231 volumes qui sont transportés dans les bibliothèques d'Orléans.

### La renaissance

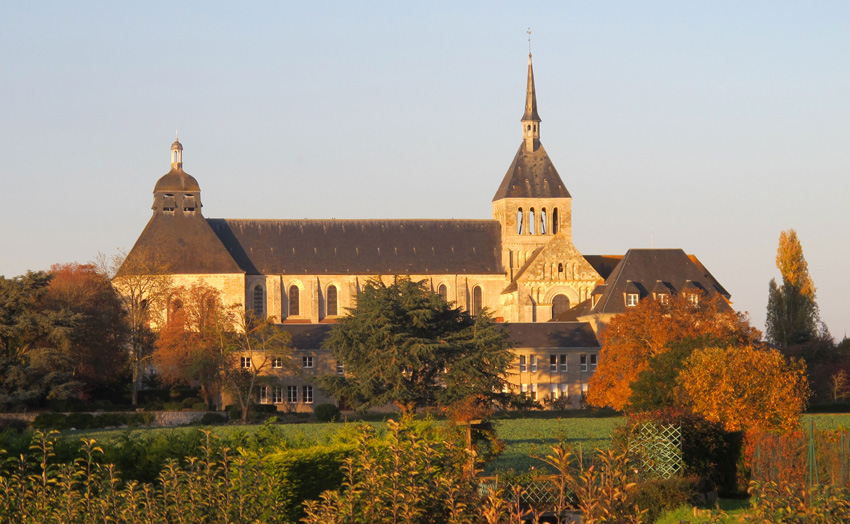
L'abbaye de Saint-Benoît-sur-Loire en 2011.

Dès 1850, Félix Dupanloup, évêque d'Orléans souhaite rétablir les ordres monastique et en particulier celui de saint Benoît. Le 6 janvier 1865, il annonce aux autorités de la commune l'arrivée de deux bénédictins pour administrer la paroisse. La communauté monastique dispersée au cours de la Révolution française de 1789 reprend possession de l'église mais la véritable refondation a lieu au cours de la Seconde Guerre mondiale, en 1944, avec l'arrivée d'une dizaine de moines de l'abbaye de la Pierre-Qui-Vire à Saint-Léger-Vauban (Yonne),.
L'abbaye, rattachée à une union internationale d'abbayes et de maisons bénédictines dite de la Congrégation de Subiaco, compte 32 religieux en 2017 et accueille plusieurs centaines d'hôtes chaque année et près de 100 000 visiteurs, touristes ou pèlerins. Les frères vivent des ventes de la boutique d'artisanat monastique, de la fabrication de bonbons en forme de moines, de l'accueil et de dons. Contrairement à la Congrégation de Solesmes, l'abbaye de Saint-Benoît-sur-Loire accorde, depuis les réformes du pape Paul VI, une large place au français durant l'office divin tout en conservant le chant grégorien à la messe et pour les fêtes principales.

## La vie intellectuelle
Le moine conçoit l'éducation intellectuelle, puis, toute la vie de l'esprit par rapport à la rencontre avec Dieu dans la liturgie, la prière, la lecture méditée et priée, la mémorisation, la récitation, le commentaire infiniment repris et ruminé intérieurement. L'amour des lettres est étroitement lié à cette recherche de Dieu.
L'abbaye fondée en 651 a pour mission d'implanter sur les rives de la Loire les principes de la règle de saint Benoît dans une population où subsistent des croyances païennes en dépit des premières tentatives de christianisation. La Règle, qui s'adapte à chaque pays, peut permettre à l'élite de se cultiver, l'aumône est à l'honneur et l'office divin est caractérisé par sa variété et suggestif par sa symbolique. Cette coutume est largement diffusée.
La vie liturgique prend une place considérable, la culture des champs est cédée à des laïcs, les métiers confiés à des serviteurs et beaucoup de religieux se contentent de l'activité spirituelle et intellectuelle.

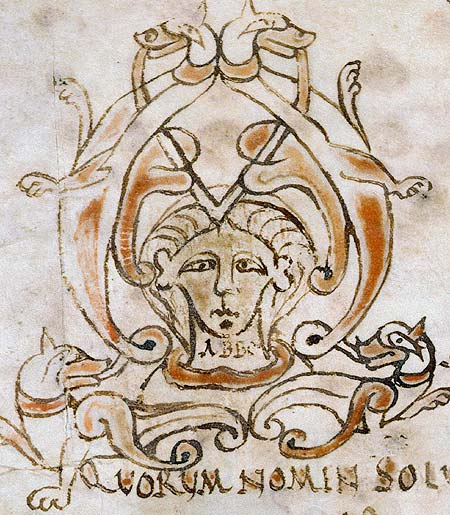
Manuscrit médiéval d'un ouvrage d'Abbon de Fleury.

À la fin du VIIIe siècle, une salle de lecture est aménagée et des livres sont distribués, probablement des sermons et des traités des Pères de l'Église. Les moines copient des manuscrits et sont réputés pour la qualité de la calligraphie et des enluminures dont le style est aussi celui de l'abbaye de Marmoutier (Tours) et qui constitue une école de la Loire distincte de celle de Paris. Du Xe au XIIe siècle, l'abbaye héberge un grand nombre d'écrivains. L'abbé Abbon écrit des traités de toutes les notions. À la fin du Xe siècle le pape commande à l'abbé un beau missel. Le traité des Miracula est écrit par quatre religieux ; il s'agit d'un manuscrit de la fin du XIIe ou du début du XIIIe siècle contenant dix mystères avec notation musicale qui forme l'ébauche du Jeu de saint Nicolas du trouvère-ménestrel Jean Bodel,,.
À la fin du Moyen Âge, l'activité intellectuelle fléchit et il faut attendre le XVIIe siècle la réforme de la Congrégation de Saint-Maur pour qu'elle retrouve une nouvelle ferveur. Les moines travaillent sur les manuscrits et les chartes qui alimentent la grande enquête historique du religieux et historien français Jean Mabillon. En 1658, les archives sont inventoriées et des notes historiques rédigées. Dom Chazal écrit, de 1697 à 1723, un ouvrage sur l'ensemble de l'histoire de l'abbaye.

### L'école
Comme pour la plupart des premiers établissements monastiques, l'abbaye de Saint-Benoît-sur-Loire assure, dès le haut Moyen Âge, la charge sociale de l'enseignement. Il semble que l'école existe depuis le VIIe siècle. Dans les premières années du IXe siècle, Théodulphe introduit des étudiants laïcs, souvent de jeunes nobles à côté des futurs religieux. Ils étudient la grammaire, la dialectique, la rhétorique, la géométrie, l'arithmétique, l'astronomie, la musique, l'histoire, la géographie, le droit, le latin et le grec.
Au Xe siècle, Abbon (vers 940-1004), un moine de l'abbaye, complète son instruction à Paris et Reims puis revient vers 977 enseigner et développer l'école. Il a de nombreux disciples. Élu abbé en 998, il continue son œuvre intellectuelle. Au XIe siècle, la prospérité de l'école se maintient et Raoul Tortaire un de ses maître écrits Les miracles de saint Benoît et enseigne la versification.
Au XIIe et XIIIe siècles, l'école fléchit un peu, les étudiants laïcs préfèrent les universités qui s'organisent dans les grandes villes et l'abbaye n'enseigne plus qu'à ses religieux. Au XIVe siècle, l'école envoie encore ses maîtres aux universités.
Pendant trois à quatre siècles, l'abbaye de Saint-Benoît-sur-Loire est un des foyers d'enseignement les plus actifs du monde occidental.

### La bibliothèque

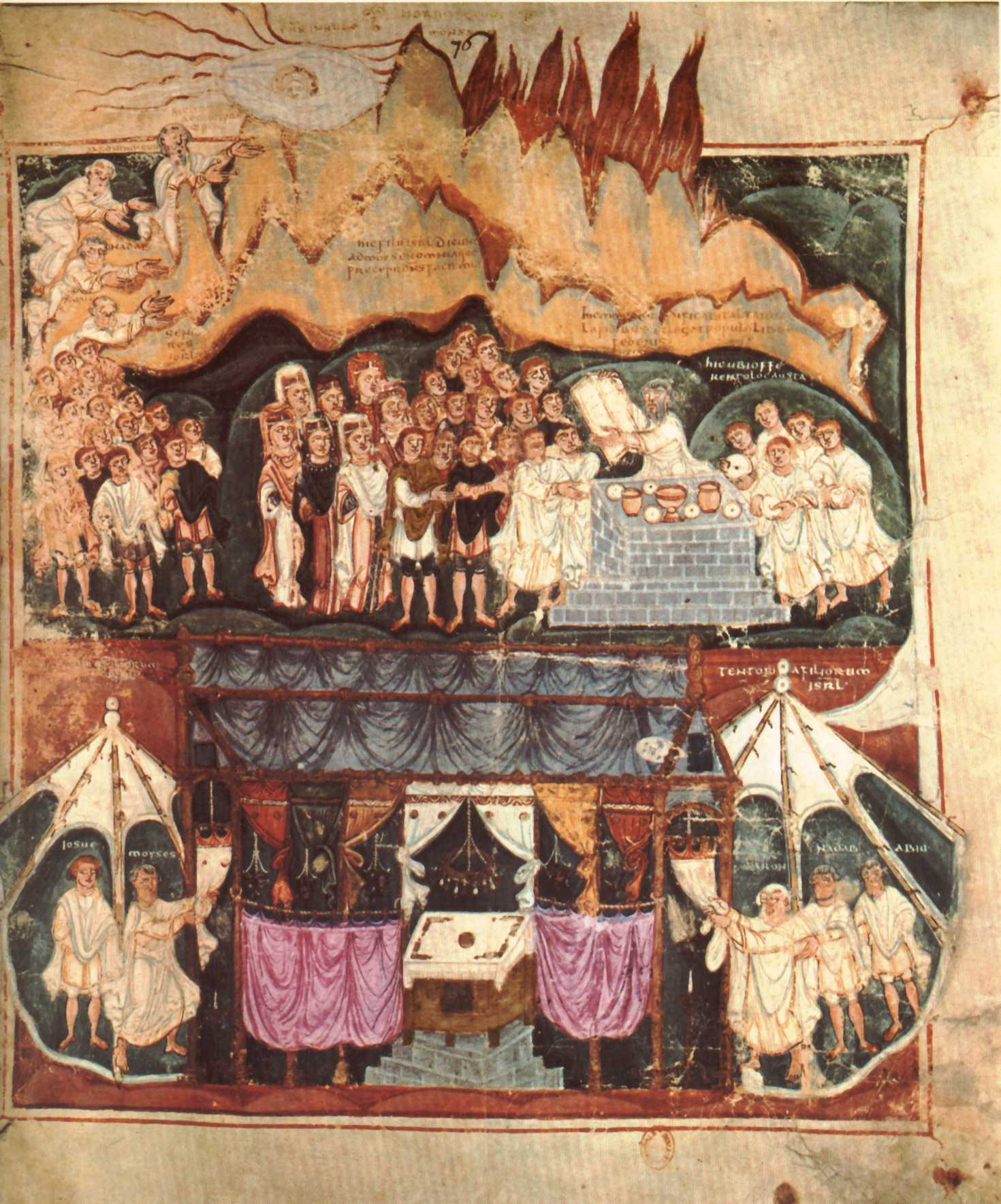
Le Pentateuque de Tours passé à Saint-Benoît au VIIIe siècle.

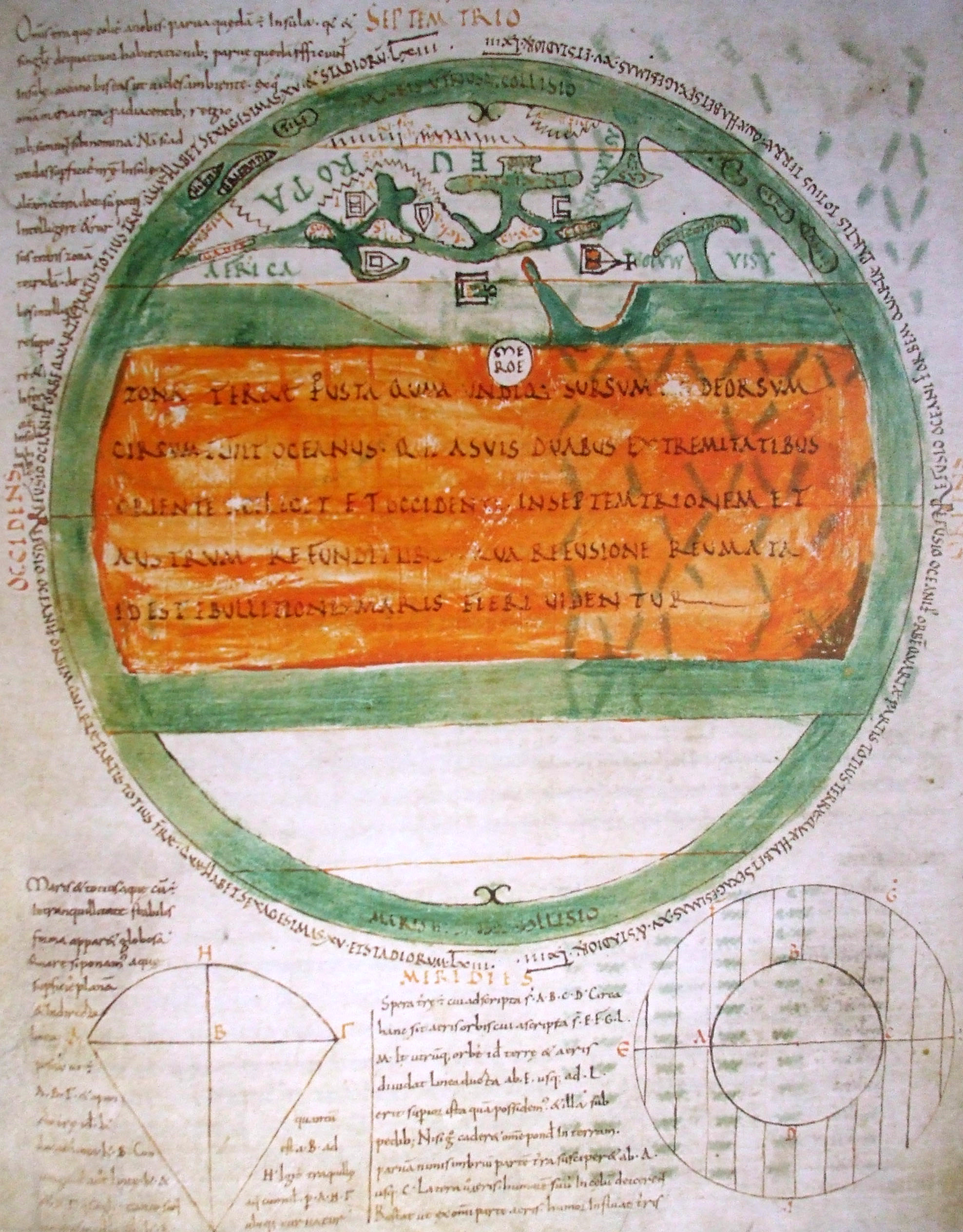
Mappemonde dessinée sous l'abbé Abbon (988-1004).

La vie intellectuelle est liée au développement de la bibliothèque. Dès le VIIe siècle, les religieux collectionnent et copient des manuscrits ; de cette époque primitive, seuls quelques-uns subsistent. Au IXe siècle, sous Théodulphe, le fond s'enrichit et comporte 78 numéros. Du Xe au XIIIe siècle, la bibliothèque pillée par les Normands se reconstitue. L'abbé Abbon (988-1004) dispose des 250 à 300 livres du monastère et elle s'élargit en particulier grâce à des dons de monastères anglais. En 1562, les Huguenots découvrent plusieurs milliers d'ouvrages entassés dans l'actuelle sacristie. Un érudit orléanais, Pierre Daniel, achète la plus grande partie de la collection aux pillards mais en rend très peu au monastère. En 1790, la bibliothèque possède 258 manuscrits, 674 in-folio, 456 in-4°, 452 in-8°, 2 499 in-12° et un grand nombre de journaux et périodiques.

#### Les manuscrits anciens
La collection de manuscrits de Pierre Daniel achetée aux protestants se retrouve dans les bibliothèques de Paris, du Vatican, d'Orléans, d'Oxford (Royaume-Uni) et de Berne (Suisse) pour la plus grande partie et ils ont très souvent un ex-libris permettant d'identifier la provenance. Les plus anciens sont en majorité d'origine italienne et se trouvent à l'abbaye dès le VIIe siècle. On peut admettre qu'un lot important est apporté dès le VIIIe siècle. Les manuscrits de l'abbaye constituent l'une des plus riches bibliothèques de la Chrétienté surtout pendant le haut Moyen Âge. Ils sont rassemblés, acquis ou recopiés par les moines lors de la période la plus florissante de l'abbaye du VIIe au XIIe siècle.

##### L'époque mérovingienne et carolingienne
Les plus anciens manuscrits ne sont certainement pas originaires du scriptorium de l'abbaye puisqu'il n'existe pas encore. Sur la quarantaine de manuscrits antérieurs à l'an 800 qui proviennent de l'abbaye de Saint-Benoît-sur-Loire, deux palimpsestes, des feuillets de saint Augustin, saint Jérôme, saint Cyprien et un Lactance sont du Ve siècle. Le VIe siècle est représenté par les Écritures et les Pères de l'Église. Le lot antérieur au VIIe siècle est d'origine italienne. Au VIIIe siècle, le manuscrit Pentateuque de Tours rédigé en latin d'origine d'Afrique, d'Espagne ou d'Italie du Nord passe à l'abbaye de Saint-Benoît-sur-Loire puis il se retrouve à Tours pendant tout le Moyen Âge. Un manuscrit portant un ex-libris qui peut être identifié comme celui d'un abbé de l'abbaye des dernières années du VIIIe siècle provient de son scriptorium. On trouve un Corpus de grammaire, un livre des Prophètes avec deux lettrines et deux Bibles de Théodulphe, ainsi qu'un homéliaire contenant des sermons inédits de saint Augustin. Il est possible que le scriptorium ait produit deux exemplaires des quatre Évangiles dont celui de Tours qui a servi à quinze rois de France pour prêter le serment d'abbé laïque de la basilique Saint-Martin de Tours entre 1137 et 1650 .

##### Les classiques latins
L'abbaye de Saint-Benoît-sur-Loire ne tient pas ses titres de gloire de la calligraphie ni de la miniature mais des textes, surtout les lettres classiques. Au IXe siècle, l'abbaye abrite de nombreux textes classiques. Au Xe siècle, les relations s'intensifient avec l'Angleterre grâce à l'un de ses anciens moines Oswald de Worcester qui devient évêque de la cathédrale de Worcester puis archevêque de la cathédrale d'York et travaille avec saint Dunstan, archevêque de la cathédrale de Canterbury à restaurer le monachisme anglais avec les coutume de Saint-Benoît et de l'abbaye Saint-Bavon de Gand. Il n'y a donc rien d'étonnant à retrouver sur les bords de Loire des manuscrits de style anglais dont un bénédictionnaire de l'École de la cathédrale de Winchester. Le XIIe siècle est représenté par une Bible et vers 1239, l'abbé Jean Ier (1235-1248) commande une série de commentaires bibliques,,.

## Le temporel
L'abbé de Saint-Benoît-sur-Loire est dans la hiérarchie féodale et pendant le haut Moyen Âge dépendant du comté d'Orléans, puis l'abbaye bénéficie de la protection royale et de l'immunité interdisant les poursuites judiciaires et les redevances sur ses terres et dépendances. Le pape Grégoire IV lui accorde le privilège d'exemption et elle ne peut pas être jugée par un évêque ce qui entraine de nombreux conflits avec celui d'Orléans. Le roi de France Philippe II Auguste lui accorde le titre d'abbaye royale et elle est un centre de diffusion de l'idée monarchique. Le monastère est indépendant et devient une maison-mère avec la création de succursales.
Un pèlerinage entretient pendant des siècles un courant de visite qui sert à la diffusion de l'idée nationale et monarchique et de l'idée de la réforme bénédictine. Les moines exercent une influence spirituelle dans les campagnes qu'ils administrent. Après avoir aidé à défricher et assainir des terres, l'abbaye sert d'établissement de crédit pour assurer les frais de réparation lors des nombreuses crues de la Loire et possède des réserves utilisées pendant les périodes de famine. Elle pratique l'aumône et l'hospitalité avec une hôtellerie pour les nobles et un hôtel-Dieu pour les pauvres, une léproserie est construite au lieu-dit Narbonne près du monastère pendant les croisades.
L'abbaye possède, parfois avec un caractère temporaire dans plusieurs provinces de France, de grandes propriétés territoriales, des châtellenies, des fiefs, des censives, des droits de haute et de basse-justice, le droit de prendre du bois de chauffage et de construction dans la forêt d'Orléans, des droits de pêche sur la Loire, sur des rivières et des étangs, des droits sur les transports terrestres et sur la Loire avec la possibilité d'avoir quatre bateaux pour son approvisionnement, des privilèges sur le sel. Elle perçoit la taille et les dîmes, a quatre moulins à blé, un à draps, des fours banaux et vit des fruits de la culture, du loyer des fermes, du rapport des prieurés et des églises.
L'ensemble des biens et privilèges est défendu par de nombreux procès, organisé par des ventes et des achats pour améliorer son rendement et les bâtiments entretenus par de grands travaux. Sur les terres, les hommes sont francs ou serfs taillables et corvéables à merci sauf pendant les derniers siècles de l'abbaye. Les localités sont administrées par des maires souvent héréditaires, les bois dépendent d'un maître des forêts avec des gardes, la police et la justice appartiennent au prévôt, un notaire rédige les actes, un bailli juge la haute-justice et garde le sceau de l'abbaye.
Dans le monastère, après l'abbé qui a sa mense abbatiale, les officiers ont des bénéfices et des domaines attachés à leur charge avec des titres seigneuriaux et des droits de justice. Suivant les époques, on trouve à Saint-Benoît parmi les officiers : chambrier, prieur, trésorier, sous-chambrier, sous-prieur, cellérier, maître de l'œuvre, prévôt, chevecier, chantre, aumônier et infirmier. Leurs revenus leur permettent, après avoir payé leurs besoins personnels et l'entretien des bâtiments, de répandre l'aumône autour d'eux.

### Le domaine

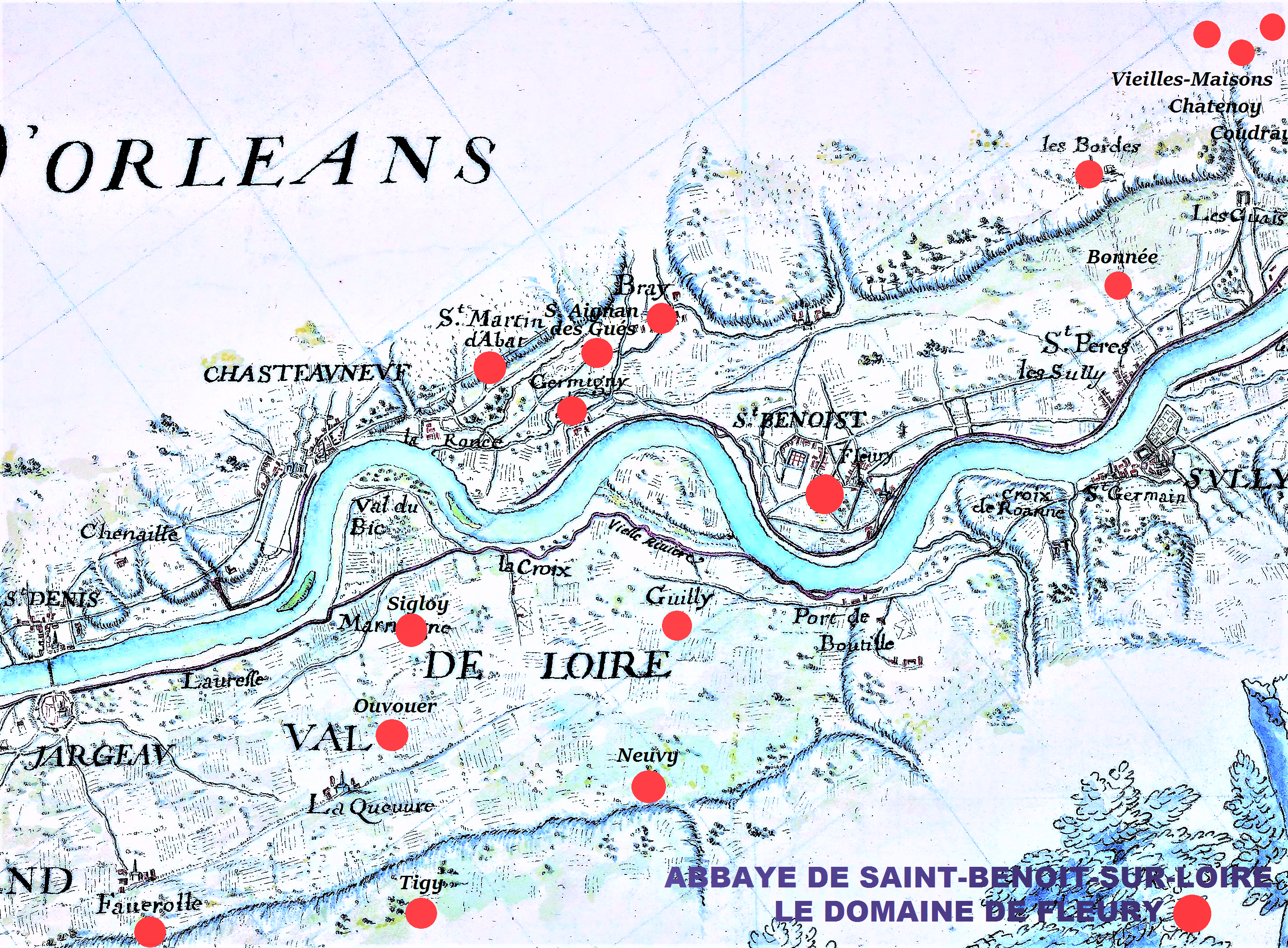
Le domaine de Fleury.

L'abbaye est fondée par la donation en 651 du domaine de Fleury à Saint-Benoît-sur-Loire qui grâce à de nouveaux dons forme au IXe siècle un ensemble compact avec Germigny-des-Prés, Saint-Martin-d'Abbat, Saint-Aignan-des-Gués, Bray-en-Val, Les Bordes, Bonnée sur la rive droite de la Loire ; Tigy, Guilly, Neuvy-en-Sullias, Sigloy, Ouvrouer-les-Champs et Férolles sur la rive gauche et un peu plus loin au nord-est Vieilles-Maisons-sur-Joudry, Châtenoy et Coudroy.
Elle possède le droit de présentation d'une centaine de curés dans les églises du diocèse d'Orléans dont 55 dans le Loiret, ceux de Sens, Chartres et Bourges. La plupart sont dans celui d'Orléans, dans le domaine de Fleury auxquelles on peut ajouter Dampierre-en-Burly, Saint-Père-sur-Loire, Villemurlin et les cures importantes de Lorris, Châtillon-sur-Loire et Gien. À Orléans, l'église Saint-Benoît-du-Retour et une maison servent à l'abbé et aux moines de passage de résidence mais aussi de refuge pendant les périodes de troubles.
Saint-Benoît tient des prieurés, des prévôtés, des maisons à Orléans et en Gatinais, à Sully-sur-Loire, Gien, Yèvre-le-Châtel et Lorris, en Normandie à Saint-James-de-Beuvron et Saint-Hilaire-du-Harcouët, dans le Berry à Saint-Benoît-du-Sault et Sancerre, en Gascogne à La Réole et le prieuré Saint-Caprais à Pontonx-sur-l'Adour, en Bourgogne à Perrecy-les-Forges et Dyé, en Champagne à Sorbon, Feuges et Arnicourt et en Angleterre à Minting dans le diocèse de Lincoln,.
En Étampois, l'abbaye détient une châtellenie dont le siège est d'abord situé au prieuré Saint-Pierre à Étampes, possession de l'abbaye depuis l'origine, puis au Plessis-Saint-Benoist. Elle comprend notamment Saint-Pierre d'Étampes (Essonne), Orveau-Bellesauve (Loiret), Mérouville et Sainville (Eure-et-Loir), Authon-la-Plaine en partie (dont le Plessis-Saint-Benoist) (Essonne), ainsi que Sonchamp (Yvelines),.

## Sceaux et armoiries

Les actes passées par la communauté sont scellés d'un sceau à l'effigie de saint Benoît assis sur une chaire, tenant de la main droite le bâton pastoral et de la gauche un livre ouvert avec la légende: SIGILLUM CAPITULI SANCTI BENEDICTI FLORIACENSIS. Au revers on voit une main bénissante avec la légende : DEXTERA DEI. L'abbé emploie la cire verte, le chapitre la cire blanche comme les officiers qui ont des sceaux du même modèle mais d'un module inférieur,.
Pour l'abbaye, il reste des fragments d'un sceau ogival de 71 mm de 1248 représentant un personnage assis, vu de face, tenant une crosse et un livre, à droite une étoile et à gauche une croix, au revers une main bénissante. Un sceau d'une charte de l'abbé Maurice en 1214 est ogival de 70 mm, de type abbatial : SIGILLUM MAURICII FLORIACENSIS ABBATIS avec un contre-sceau en pierre gravée: tête de profil à droite, SERVIRE REGNA. Un fragment du sceau de l'abbé Jean Ier sur un accord avec le roi en juin 1248 est ogival de 65 mm, de type abbatial, SIGILUM JOHANNIS ABBATIS SANCTI BENEDICTI. Une prière pour le roi en 1285 porte le sceau ogival de 55 mm de l'abbé Hélie: type épiscopal sous clocheton et accosté de quatre fleurs de lys, SIGILLUM FRATIS HELYS ABBATISSANCTI BENEDICTI FIORACENSIS. Le sceau de Jean Denis, vicaire de l'abbé est ogival de 60 mm : sur champ semé d'étoile et posé sur un socle, saint Benoît, debout, en costume de moine, tenant une petite église dans la main droite et sa crosse de biais dans la main gauche, SIGILLUM JOHANNIS DYONISIS VICARII ABBATIS SANCTI BENEDICTI FLORICENSIS.
La communauté est une personne morale au regard du plan féodal comme du droit canonique et possède un signe extérieur de sa dignité : ses armoiries qui se blasonnent ainsi : D’azur à une croix d’argent chargée de cinq roses de gueules cantonnée de deux lys d’or en chef et de deux crosses d’or adossées en pointe. Elles rappellent le nom de Fleury et la protection royale.

## Architecture

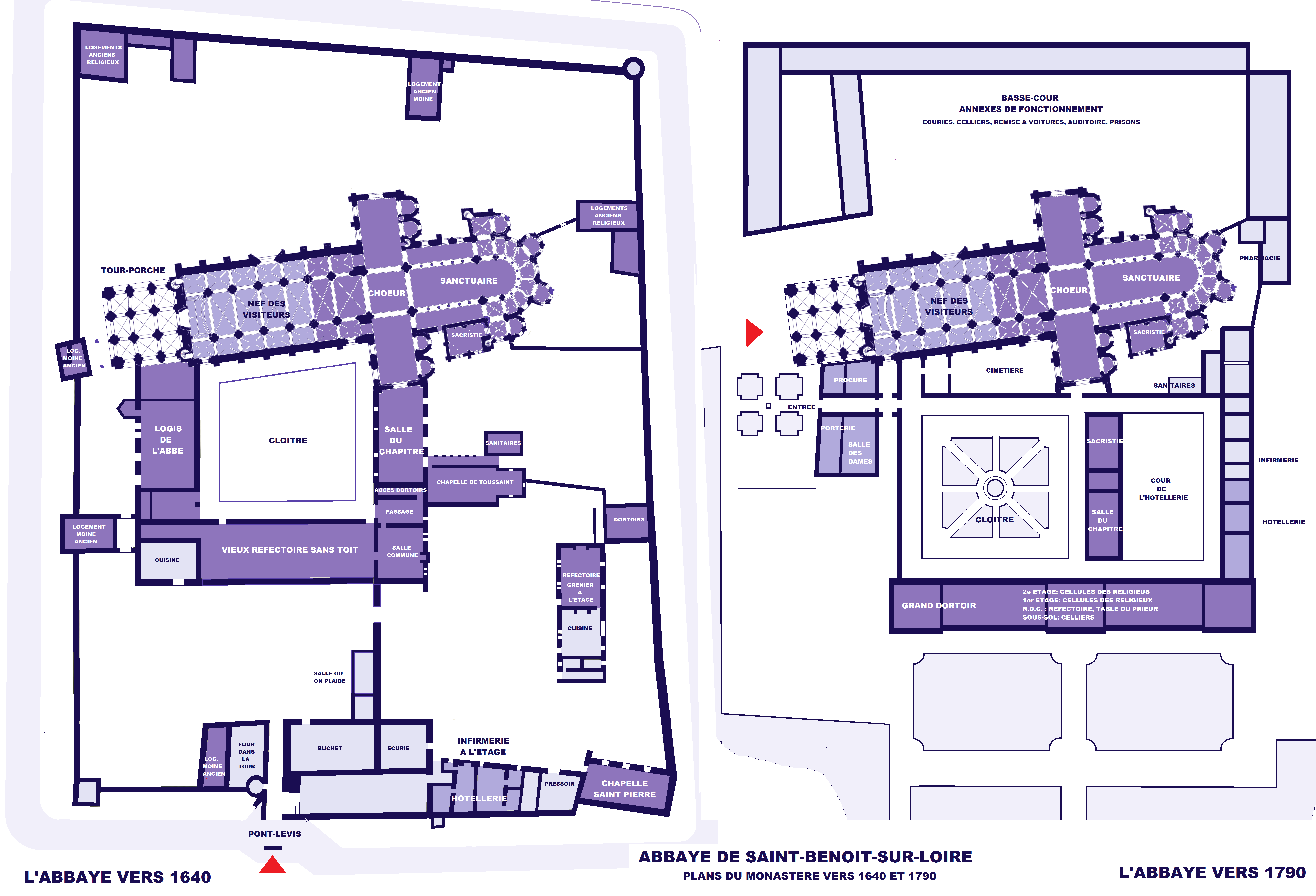
Plans de l'abbaye vers 1640 et 1790.

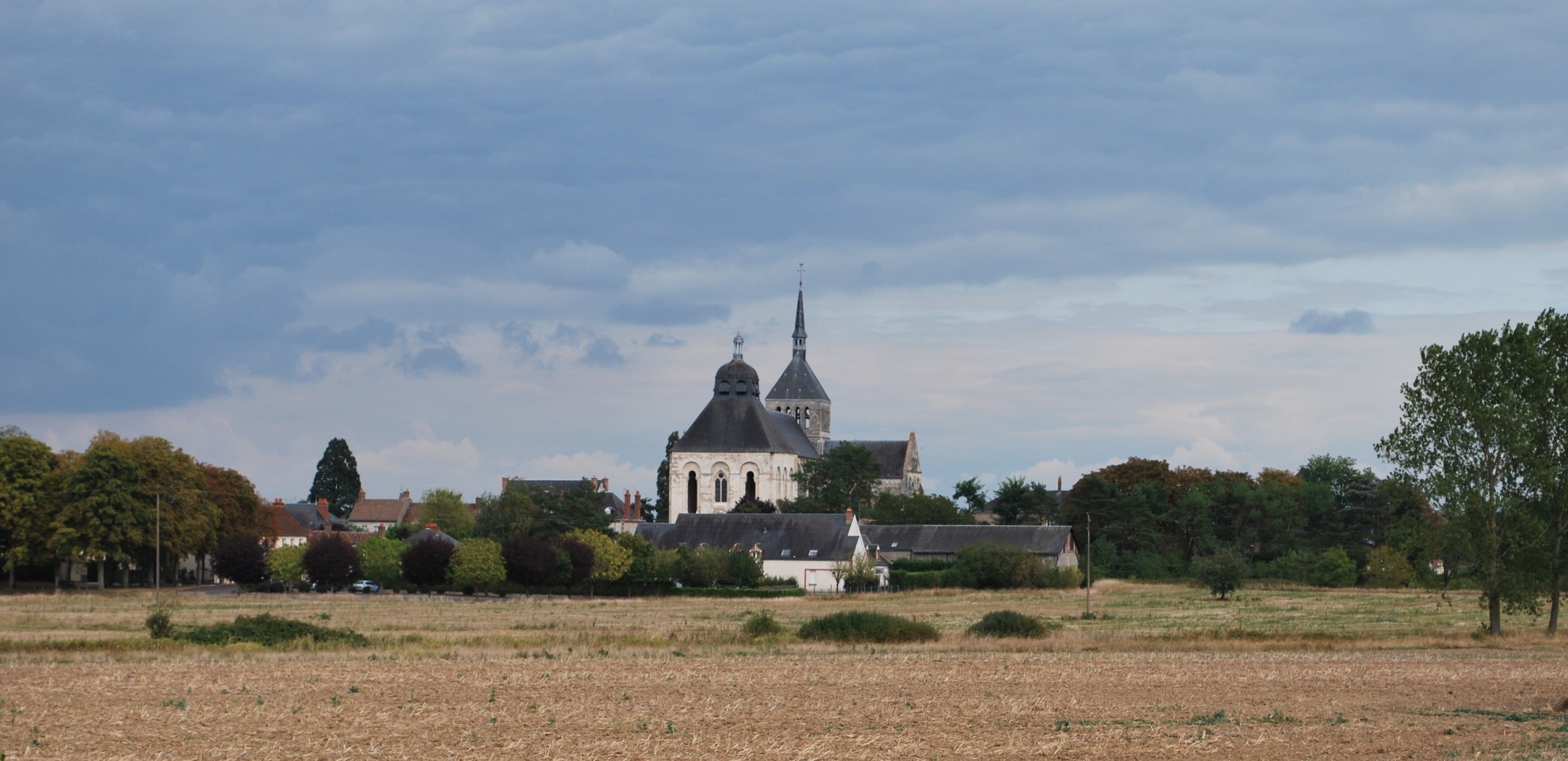
Le site de l'abbaye sur le tertre la protégeant des inondations de la Loire.

De l'ancienne abbaye de Saint-Benoît-sur-Loire, qui a reproduit sur un plan plus simple la grande abbatiale de Cluny III, il ne reste plus que l'abbatiale Notre-Dame mais on peut comprendre son organisation, ses liaisons avec la ville par des plans des années 1640, 1645, 1749, 1790, 1794, 1795 et les gravures du Monasticon Gallicanum du XVIIe siècle.
Le monastère occupe le centre de la petite ville qui est protégée par un fossé avec des ponts et des tours sur les principales voies d'accès vers Chateauneuf-sur-Loire, Sully-sur-Loire et vers le port sur la Loire. Dès 889 l'abbaye est fortifiée et cette petite citadelle peut être utile à la défense des moines et celle de la ville,,.
Le plus ancien plan fait par les mauristes entre 1627 et 1640 représente une muraille protégée par un fossé et des tours. L'accès se fait au sud par un pont-levis. L'organisation générale respecte la règle de saint Benoît, avec les bâtiments réguliers autour d'un cloître avec la salle du chapitre visible par tous pour que personne n'ignore une assemblée, les dortoirs près de l'église pour les offices de nuit, le réfectoire au sud, mais à Saint-Benoît celui-ci étant en ruine, une grande maison est utilisée à la place. Les religieux anciens et les officiers ont des logements particuliers. Les visiteurs sont logés près de l'entrée comme la salle où l'on plaide. Dans l'angle Sud-Est, la chapelle Saint-Pierre marque l'emplacement de l'ancienne église Saint-Pierre. On trouve les annexes de fonctionnement avec le four et le pressoir mais la granges aux dîmes est à l'extérieur de l'enceinte.
En 1644, sous le cardinal de Richelieu sont construits un réfectoire avec des salles communes et un dortoir. De 1712 à 1724, le grand bâtiment Sud appelé dortoir est construit avec une architecture typiquement mauriste que l'on retrouve dans de nombreuses abbayes. Le rez-de-chaussée est réservé au réfectoire de 20 m de longueur et 8 m de hauteur avec à l'ouest, face à l'entrée la table du prieur. Les deux étages sont occupés par les cellules des moines et le sous-sol renferme d'immenses celliers. En 1721, les jardins sont redessinés, un autre bâtiment est construit en 1731 et le pavillon de l'hôtellerie en 1736. À la Révolution les bâtiments conventuels deviennent une carrière de pierre,. Il ne reste que quelques murs de la porterie transformée en Librairie bénédictine.

### Chronologie
En 651, l'abbaye est fondée avec deux oratoires dédiés à saint Pierre et à Notre-Dame. Entre 653 et 660, les restes de saint Benoît sont déposés à Saint-Pierre puis dans l'oratoire Notre-Dame.

#### Église Saint-Pierre
L'église est reconstruite entre 786 et 801, incendiée par les Normands en 865, puis reconstruite à nouveau avant 883. En 1026, après un nouvel incendie, l'abbé Gauzlin (1004-1030) la fait restaurer. L'église semble aussi avoir été restaurée au XIe siècle. Elle est en ruine au XIVe siècle. En 1681, une chapelle est reconstruite sur son emplacement.

#### Église Notre-Dame
Le modeste oratoire Notre-Dame est sans doute agrandi sous l'impulsion de l'abbé Mommole (632-663) qui y dépose les reliques de saint Benoît. L'abbé Odon (930-943) fait établir une crypte où sont enfermées les restes du saint. Deux incendie en 974 et 1002 endommagent l'édifice et entre 988 et 1004, le chantre Godefroy fait construire un Trésor pour protéger les objets précieux. Il est terminé par l'abbé Gauzlin nommé en 1004.
En 1026, un incendie détruit l'ensemble du monastère qui est restauré, puis les travaux s'arrêtent. L'abbé Guillaume (1067-1080) fait reconstruire l'église ruinée par le temps et l'incendie selon un autre plan.
La date de construction de la tour-porche est controversée ; elle se situe entre 1020 et 1035, voire un peu plus tard. En 1108, le chœur et le transept sont terminés et le roi des Francs Philippe Ier y est inhumé. On reconstruit ensuite la nef qui est terminée sous l'abbé Barthélémy (1215-1235).
Les travaux des siècles suivants portent surtout sur le mobilier comme l'installation des stalles en 1413. Après la mise en commende de l'abbaye en 1486, d'importantes réparations affectent les collatéraux de la nef, le déambulatoire et les chapelles rayonnantes. Le jubé est construit en 1518. La mosaïque italienne est posée dans le chœur entre 1531 et 1535 pour certains auteurs.
Une bibliothèque transformée en sacristie en 1637 est construite sur le Trésor et en 1615, la tour centrale frappée par la foudre est restaurée et surmontée d'un lanterneau.
Après l'introduction de la Congrégation de Saint-Maur en 1627, de nombreux travaux modifient la décoration intérieure de l'église. En 1648, la porte Ouest entre la nef et la tour-porche est rouverte et décorée. En 1704, on bâtit sur la première travée Ouest une tribune pour l'orgue.
Avec le classement de l'église abbatiale sur la première liste des monuments historiques de 1840, la décision est prise de restaurer les façades ouest et sud de la tour, les piliers du porche, le mur du bas-côté sud de la nef, le pignon sud du transept, la croisée et les voûtes du chœur. Le grand retable de 1661 et la chapelle gothique du XIIIe siècle de la crypte sont supprimés,.

### Les églises primitives

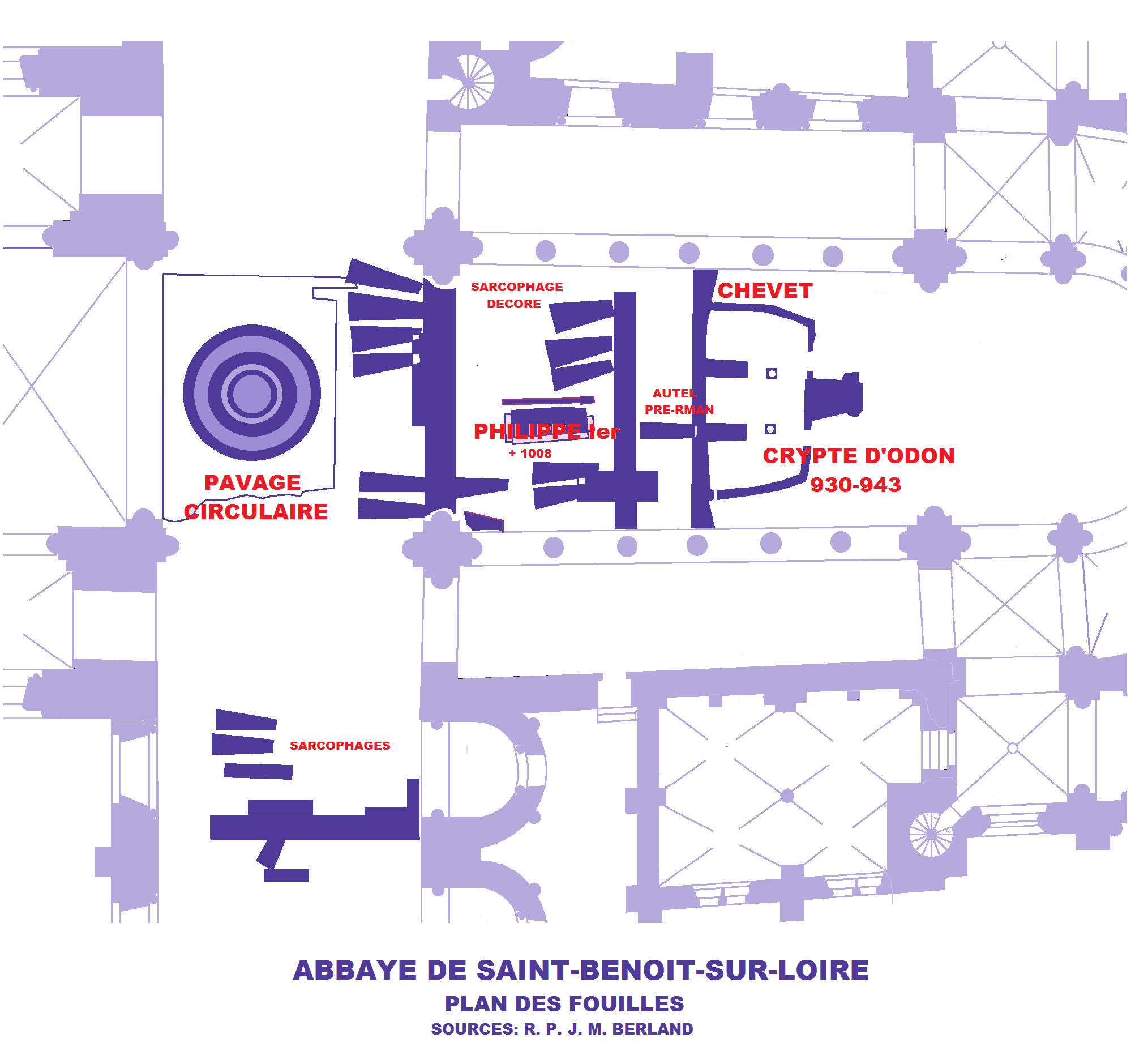
Plan des fouilles.

En 1923 et durant une période s'étalant sur les années 1958 et 1959, des fouilles sont entreprises dans le croisillon Sud, le chœur, le transept et la nef sur une longueur de 35 m et une largeur de 8,50 m. Elles révèlent le plan de l'église primitive avec une nef à vaisseau unique, un transept et un chevet plat avec, plus à l'Est une construction étrange avec deux murettes distantes d'1,50 m, deux bases de colonnes et un couloir central flanqué de deux petites loges latérales. Des fragments montrent qu'il était voûté. Il est souvent identifié comme étant la crypte construite sous le mandat de l'abbé Odon (930-942). Un important pavage de la précédente église, la tombe du roi Philippe Ier et des sarcophages dont certains sans doute antérieurs à l'époque carolingienne sont dégagés. Sous la croisée du transept, un pavage d'un diamètre de 4,50 m est mis au jour, puis sous celui-ci un autre plus ancien. Sous la coupole, trois dallages se superposent, la chape d'un dallage de marbre du XIe siècle, un autre carolingien du IXe siècle et 40 cm au-dessous, un autre encore plus ancien d'époque mérovingienne,,,,.

### L'abbatiale Notre-Dame

#### Le plan
L'église abbatiale Notre-Dame de Saint-Benoît-sur-Loire est orientée E-SE. Son axe est brisé à l'entrée de la nef, à la croisée du transept et au déambulatoire avec une légère inflexion vers le nord-est.
La nef de sept travées est flanquée de collatéraux plus larges au nord qu'au sud. Le transept est très débordant avec sur chaque croisillon, deux chapelles en hémicycle, celles du nord étant plus longues. Dans la quatrième travée nord, une porte donnait accès de la cour d'entrée de l'abbaye à l'église.
Le chœur, très long, communique par six arcades avec les collatéraux. L'abside a un déambulatoire garni de deux chapelles en hémicycle et d'une sorte de faux transept dont chaque croisillon est muni vers l'est d'une chapelle en hémicycle.
Une crypte est creusée sous le petit transept, l'abside, le déambulatoire et les chapelles. Au sud du chœur, l'ancien Trésor appelé aussi crypte de Saint-Mommole est surmonté de l'ancienne bibliothèque devenue la sacristie.
À l'ouest de la nef, la tour-porche a deux niveaux. Elle communique au rez-de-chaussée avec la nef par une porte.
La pierre de Bulcy (Nièvre) est utilisée pour la construction de la tour-porche, le transept, le chœur, les chapelles rayonnantes et la crypte. La nef, qui appartient à une autre campagne de construction, est en pierre de Bourré (Loir-et-Cher). Les parements extérieurs sont en pierre de Briare, de Beaune-la-Rolande et de Fay-aux-Loges (Loiret).

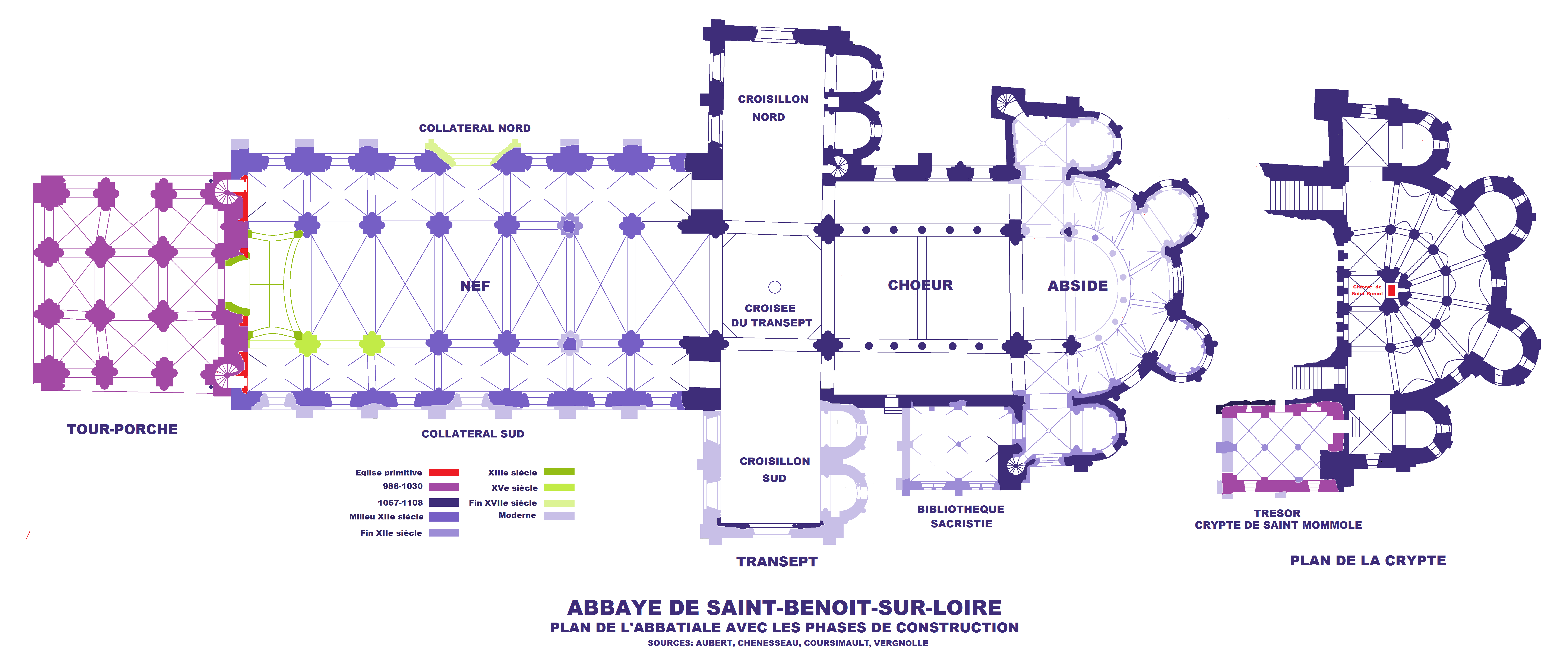
Plan de l'abbatiale avec les phases de construction.

#### La tour-porche

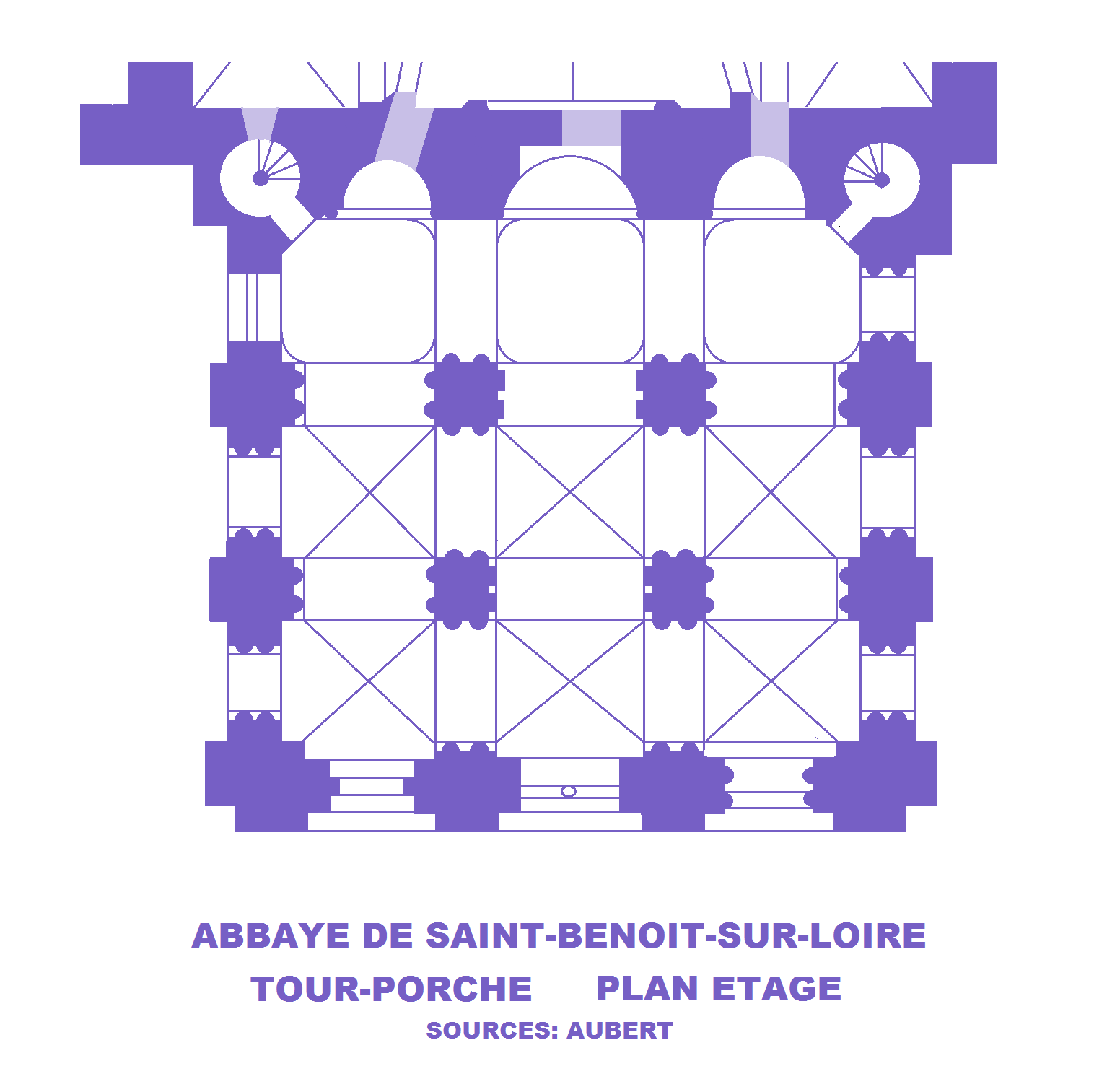
Plan étage du porche.

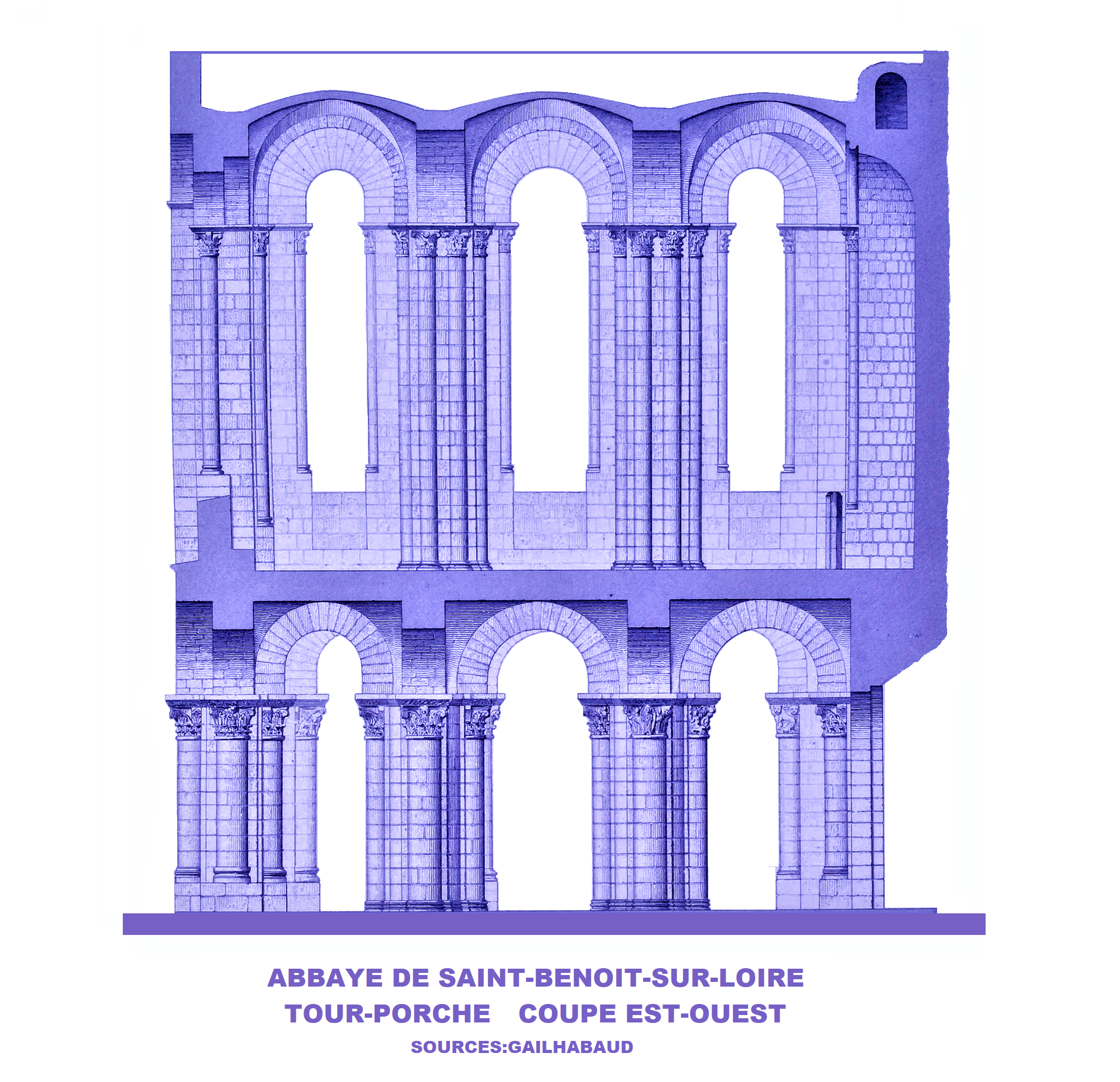
Coupe sur le porche.

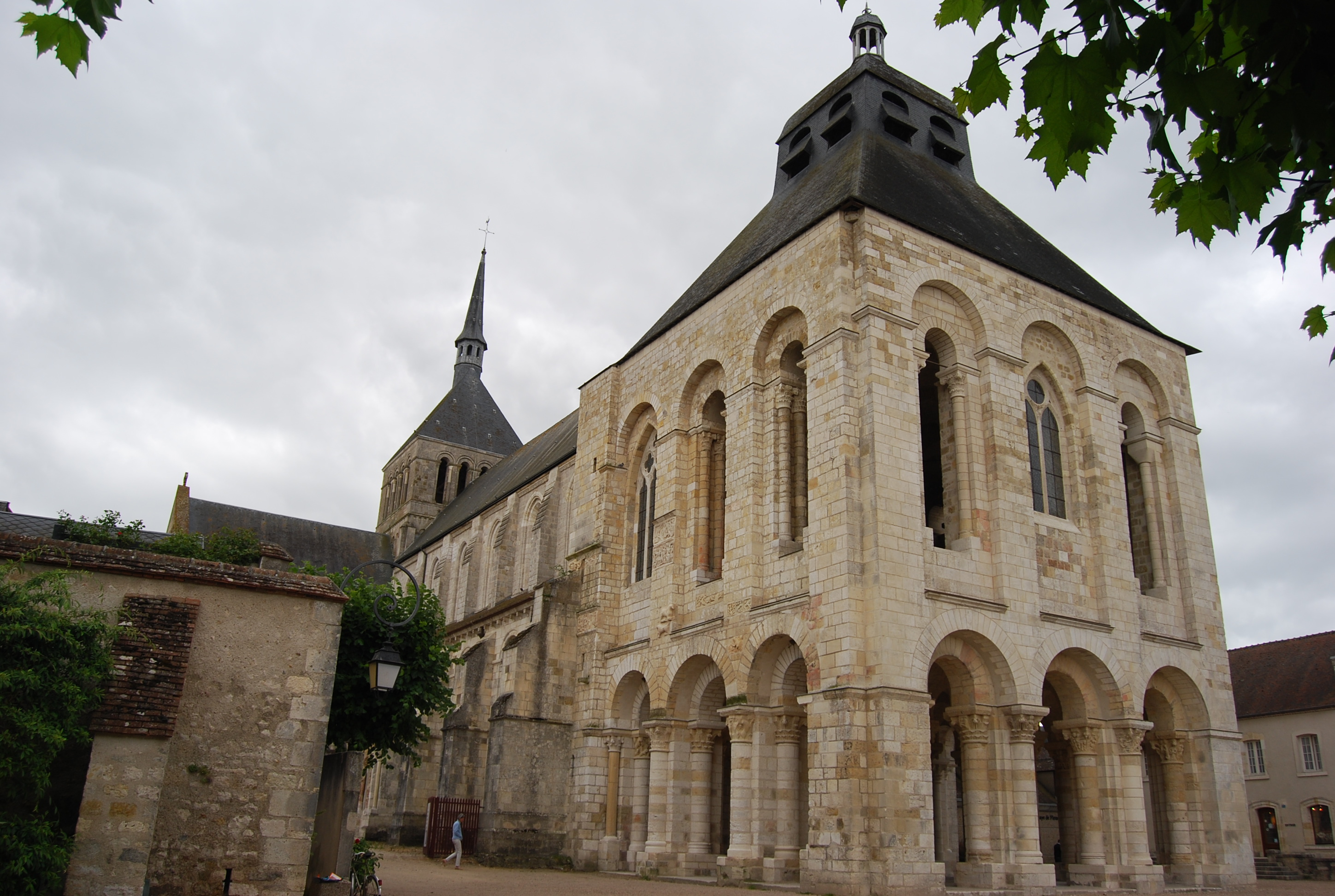
Vue d'ensemble de la tour-porche.

La tour-porche est construite sur un plan presque carré avec des côtés d'environ 16 mètres pour une surface de 260 m2 sur deux étages. Le rez-de-chaussée a une hauteur de 6,60 mètres et l'étage de 10,35 mètres. Deux escaliers à vis dans le mur est desservent l'étage, celui du nord poursuivant jusqu'aux combles avec une charpente en pavillon surmontée d'un lanterneau. La construction est en pierre des environs de Bulcy. L'épaisseur des joints du rez-de-chaussée sont de 3 à 5 cm et ceux de l'étage inférieurs de 3 cm. Les chapiteaux et les bases sont taillés dans une pierre plus fine de la même région.
Le rez-de-chaussée est ouvert des trois côtés par de triple arcades, celle du milieu étant plus large que les deux autres et est fermé à l'est par le mur de la nef. Ces arcades en plein-cintre à doubles ressauts portent sur des piles rectangulaires au nord et au sud, et cruciformes à l'ouest. Elles sont renforcées d'une demi colonne sur chaque face et par de puissants contreforts aux piles des deux angles. Vers l'est, les colonnes s'appuient sur d'importants ressauts avec dans l'épaisseur les escaliers à vis. De chaque côté de la porte centrale, des arcs en plein-cintre de 6,10 m de hauteur ont été bouchées. Le porche est divisé en neuf travées couvertes de voûtes d'arêtes en blocage séparées par de larges doubleaux en plein-cintre. La plantation des piles est assez irrégulière. Quelques piles ont été refaites au XVe siècle et à l'époque moderne.
L'étage reproduit les divisions du rez-de-chaussée. Dans la travée centrale, les colonnes sont coupées à mi-hauteur et posées sur des consoles ornées de figures sculptées au début du XVe siècle pour permettre l'installation de stalles contre les piles. Les grandes arcades sont bouchées au XIVe siècle sauf deux où sont montées des fenêtres pour transformer l'étage en chapelle fermée. Leur remplissage est enlevé lors des restaurations de la période 1836-1839. Au sud, les piles sont presque reconstruites de 1836 à 1839. Elles sont réunies par de larges doubleaux en plein-cintre portant des voûtes d'arêtes sauf dans celles de l'est touchant à la nef où elles sont en forme de coupole. Dans le mur est, trois niches de 8,80 m en plein-cintre sont couvertes en cul-de-four. Elles abritaient probablement des autels, celle du milieu dédiée à saint Michel suivant la coutume des dédicaces des salles ou chapelles hautes. Ces niches ont été percées de baies donnant sur l'église primitive et ont été bouchées lors de la construction de l'église actuelle,,.
La tour-porche contient les quatre cloches de l'abbaye, qui sonnent les notes do, fa, sol et la. Les douze portes non fermées de la tour-porche peuvent évoquer la Jérusalem céleste,.
|                 |
| La travée Nord. |

|                  |
| La travée Ouest. |

|                |
| Vue Sud-Ouest. |

##### La fonction et la datation
La fonction et la datation de la tour-porche sont largement controversés :
- pour l'abbé Rocher, auteur du premier ouvrage de base sur l'abbaye, l'abbé Gauzlin de Fleury (1004-1030), qui n'a pas terminé la tour sous son mandat, a eu l'intention de faire bâtir une tour féodale, sorte de narthex, pour la relier plus tard à l'église. Plus élevée que l'actuelle, elle aurait été en partie démolie sous le règne du roi François Ier en 1527[3] ;
- pour Georges Chenesseau, de prime abord, ce porche à double étage, surmonté d'un clocher, se classe dans la série des narthex monumentaux utiles pour abriter les pèlerins qui ne pouvaient pas assister aux offices pour cause de pénitence publique. La liturgie exigeait aussi des espaces de rassemblement avant de pénétrer dans l'église. L'étage ne pouvait guère servir qu'aux pèlerins et on y dressait peut-être un autel. Il attribue la tour-porche à Gauzlin de Fleury qui aurait commencé la tour quelques années avant sa mort. Elle est terminée un peu plus tard dans une autre campagne de construction. Les chapiteaux de l'étage ont été sculptés avant ceux du rez-de-chaussée pendant la construction vers l'an 1100. Ceux du rez-de-chaussée auraient été sculptés dans le deuxième quart du XIIe siècle[8] ;
- pour Marcel Aubert, tout concourt à placer la construction de la tour dans le dernier tiers du XIe siècle. L'abbé Guillaume entre 1067 et 1080 fait bâtir la tour à l'Ouest puis le transept et le chœur, dont les constructions sont un peu plus récentes que celle de la tour[6] ;
- pour l'historien de l’architecture et archéologue français Eugène Lefèvre-Pontalis, ce porche ne peut pas être un édifice du XIe siècle[57] ;
- pour Éliane Vergnolle, l'abbaye est un foyer de culture classique qui a des liens avec les Capétiens. L'abbé Gauzlin de Fleury fait construire une tour dont le roi veut qu'elle soit un exemple pour toute la Gaule. Le chantier est ouvert en 1026 mais n'est pas terminé à la mort de Gauzlin en 1030. Elle reprend l'ancienne tradition des tours bâties à l'Ouest des églises (Westwerk) mais avec une nouvelle manière de construire et occupe une place importante au début de la période dominée par l'art roman, par la haute qualité des sculptures des chapiteaux et des plaques insérées dans le mur Nord. Les premiers sont des années 1070-1080 et les autres du début du XIIe siècle. Les sculptures du rez-de-chaussée sont d'Unbertus qui a gravé son nom ou ont été réalisés sous sa direction par ses élèves. L'étage provient d'un autre atelier avec un style différent[58],[59] ;
- pour Marcel Durliat, il est inconcevable qu'un écart d'un demi-siècle sépare les chapiteaux d'Unbertus de Saint-Benoît-sur-Loire des premiers chapiteaux corinthiens de la basilique Saint-Sernin de Toulouse ce qui n'a rien de surprenant pour Éliane Vergnolle[60].

##### La sculpture

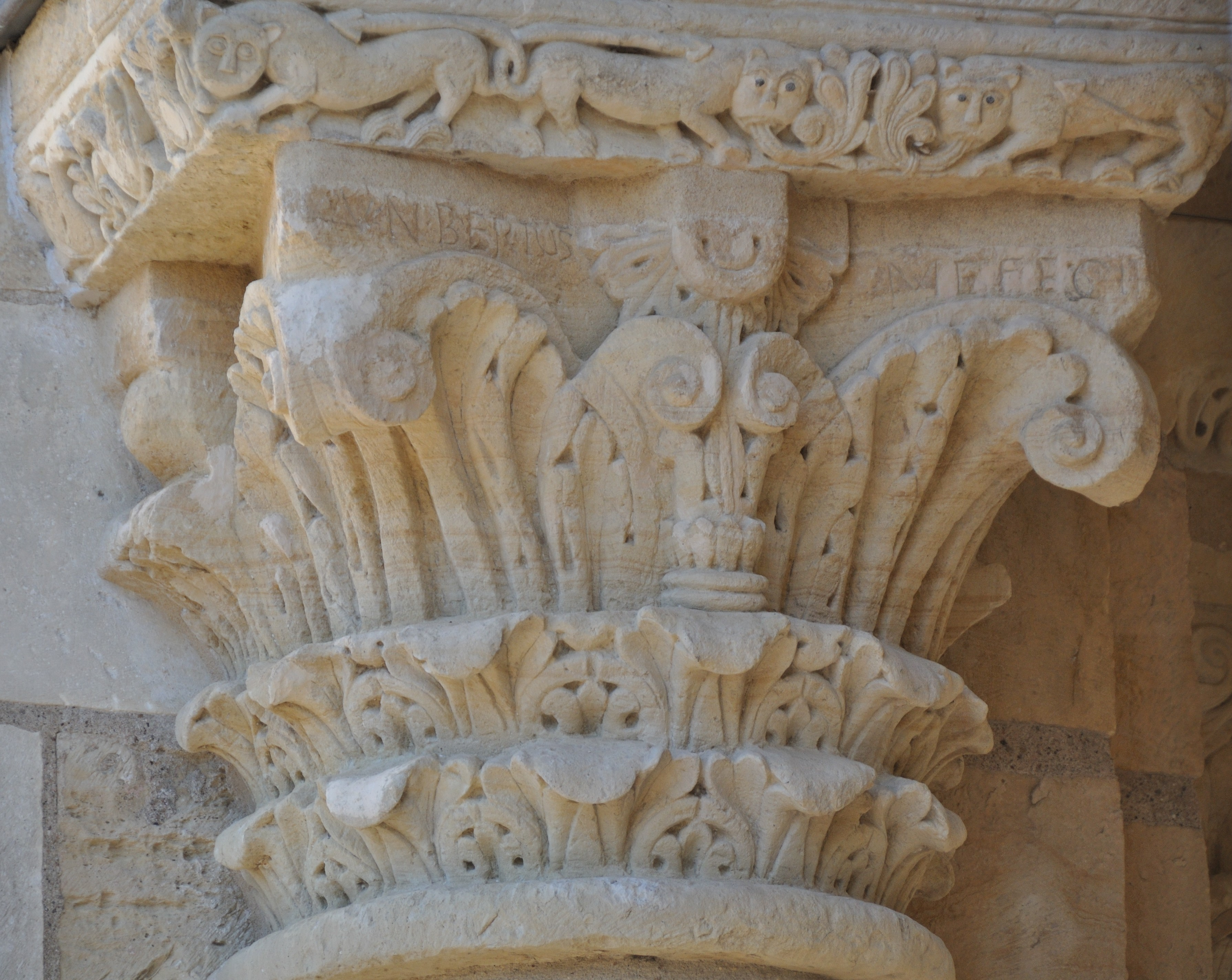
Le chapiteau d'Unbertus.

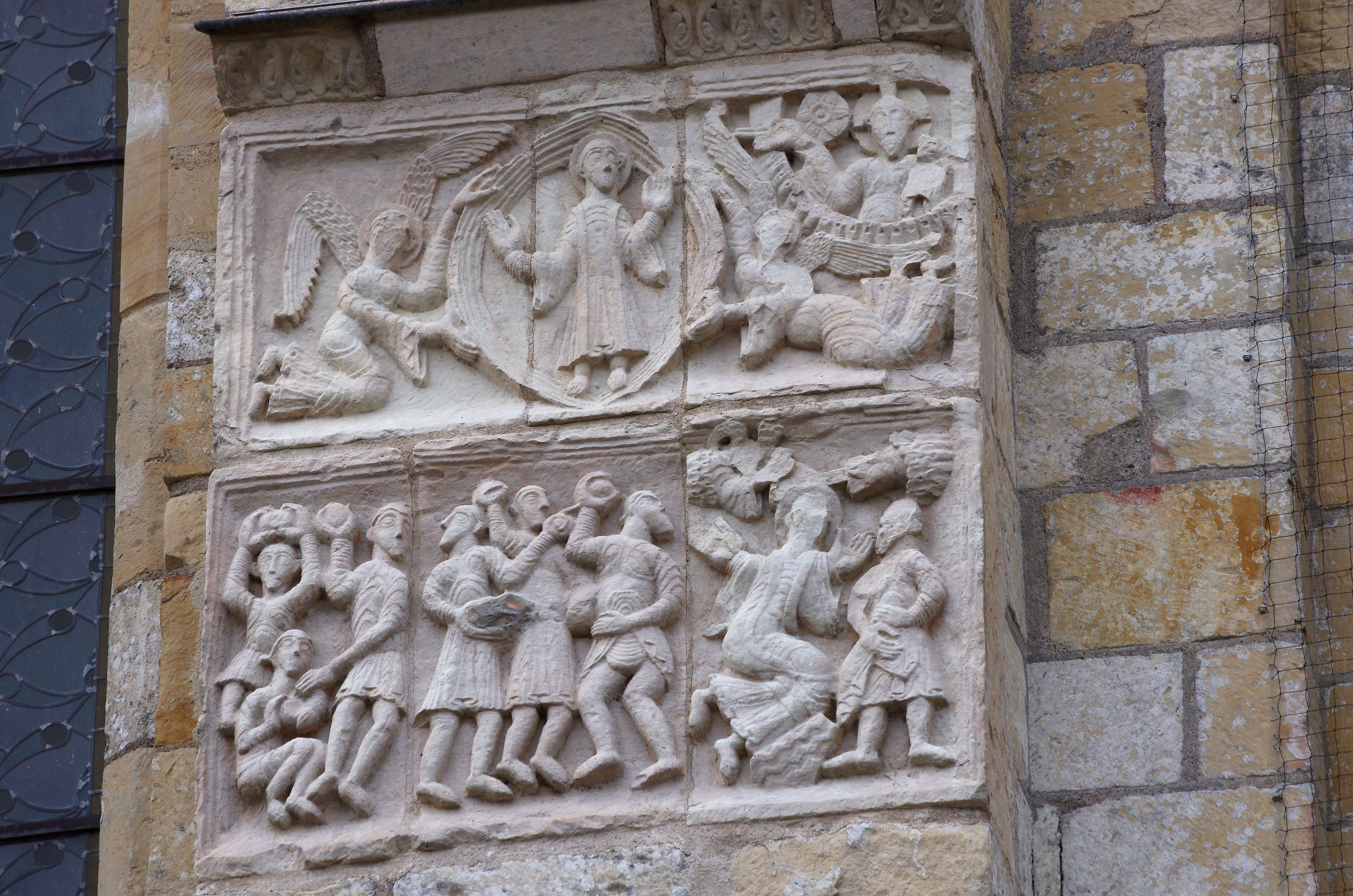
Sculptures de la façade Nord.

La tour-porche présente deux groupes de sculptures bien distincts. Le rez-de-chaussée porte la griffe d'Unbertus qui a signé un des chapiteaux. L'antiquité y retrouve une efficacité comme milieu de formation et source d'inspiration pour l'artiste avec le recours de l'art corinthien et l'ajout de motifs décoratifs comme la palmette qui reste une alternative du corinthien. Le sculpteur s'appuie sur le passé pour traiter l'avenir et semble avoir complété sa formation dans des villes riches en ruines antiques. On y trouve aussi des références carolingiennes encore vivantes à son époque. Tous ces emprunts débouchent sur l'art roman dans un travail de synthèse particulièrement riche dans la composition historiée des chapiteaux et des plaques de la façade Nord.
À l'étage, ni Hunbertus ni ses élèves n’apparaissent et cela nuit à la qualité du décor. Les formes moins heureuses sur le plan esthétique sont plus romanes d'esprit.
Sur la façade Nord de la tour-porche on trouve des morceaux réemployés dont deux bas-reliefs attirent l'attention. On y voit un saint en gloire et au-dessous une scène de violence. Plus à gauche, un panneau de même taille est très effacé. Ailleurs on reconnaît les signes du zodiaque, un homme qui se chauffe, des animaux dont une femelle qui allaite trois petits.

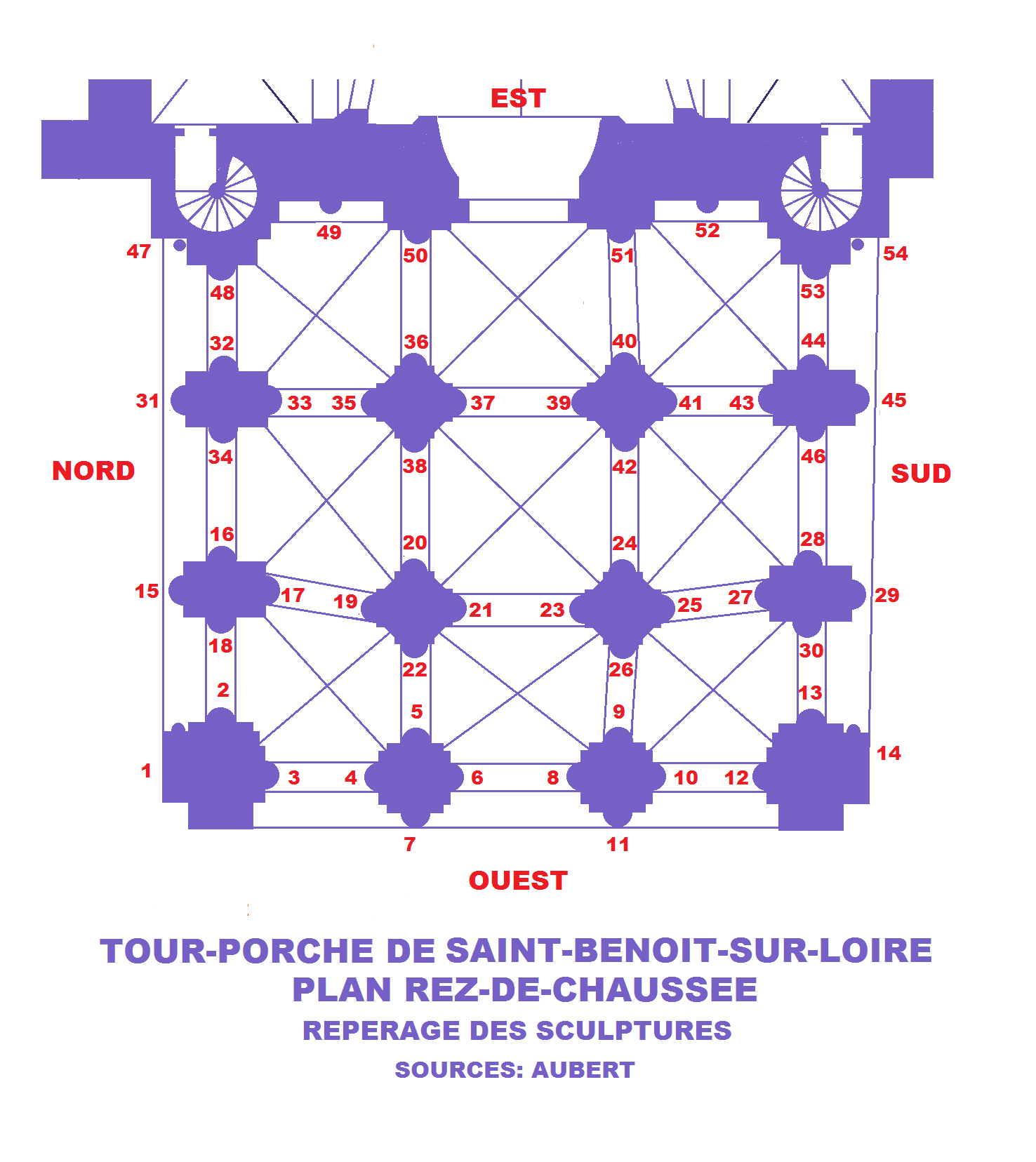
Repérages des sculptures.

Dans les chapiteaux du rez-de-chaussée, la plupart présente un mélange de figurines et de feuillages et peu relèvent de l'art iconographique. Parmi les 54 chapiteaux des 16 piliers, les no 14, 29, 40, 44, 45, 52, 53, 54 sont des chapiteaux neufs laissés à l'état de blocs à peine dégrossis. Le no 51 est une réplique d'un chapiteau de l'étage et le no 1 une imitation du no 23.
Vingt-neuf chapiteaux appartiennent à l'ordre corinthien et certains sont surchargés. Le no 22 montre un personnage qui tient un masque, le no 32 à trois cygnes, le no 27 des oiseaux affrontés, le no 28 un sanglier dans des entrelacs, le no 25 un cavalier, des chiens, une bête figure une chasse ou un jeu de cirque, le no 33 une attaque de chien, le no 43 une scène de dressage d'ours et le no 12 est corinthien avec des figurines.
Cinq chapiteaux sont entièrement ornés d'animaux. Les no 15 et 17 des quadrupèdes adossés, les no 16, 41, 42 des animaux affrontés dont le no 42 des oiseaux juxtaposés aux quadrupèdes, le no 41 montre des cabrioles d'animaux et les no 16 et 42 des antilopes.
Trois chapiteaux sont garnis à la fois d'hommes et d'animaux, le no 2 des quadrupèdes, des serpents et des hommes, le no 36 des hommes et des lions, le no 48 un fouillis de lions encadrant des têtes humaines.
Huit chapiteaux à figurines où le Nouveau Testament à sa part. Sur le no 49 l'Annonciation, la Visitation et peut-être Jésus, le no 39 la fuite en Égypte. L'histoire des saints inspire le no 37 où saint Martin partage son manteau. L'Apocalypse fournit trois chapiteaux de l'angle Sud-Ouest, les no 8 et 11 la vision des quatre chevaux, le no 11 la vision du fils de l'homme entre les sept chandeliers et les sept étoiles, le no 12 le dragon enchainé, le no 10 le Jugement dernier et le no 30 saint Michel et Satan se disputant les âmes.
Ces chapiteaux s'inspirent des Écritures, des scènes de la vie où pendant les pèlerinages, une foule bigarrée de baladins, acrobates et pitres tiennent une large place. Sur le no 26 un comédien tient un masque, sur les no 26 et 38 on voit des athlètes, sur les no 4 et 41 un homme et des animaux faisant des cabrioles, le no 43 des fauves au dressage, le no 33 des fauves harcelés par un chien, le no 25 une chasse ou un jeu du cirque, les no 36, 48 des lions fraternisant avec leurs dompteurs et sur le no 2 on peut reconnaître si on veut des charmeurs de serpents, un lutteur maitrisé par son adversaire dont il tire la barbe, un dompteur nourrissant un fauve, enfin un receveur recevant l'obole des spectateurs.
Les chapiteaux de l'étage représentent des séries de bonhommes dans des niches, ces guerriers se déchirant, des entrelacs d'hommes et de serpents, un solitaire qui médite près d'un fouillis de lions, de feuillage et d'animaux.

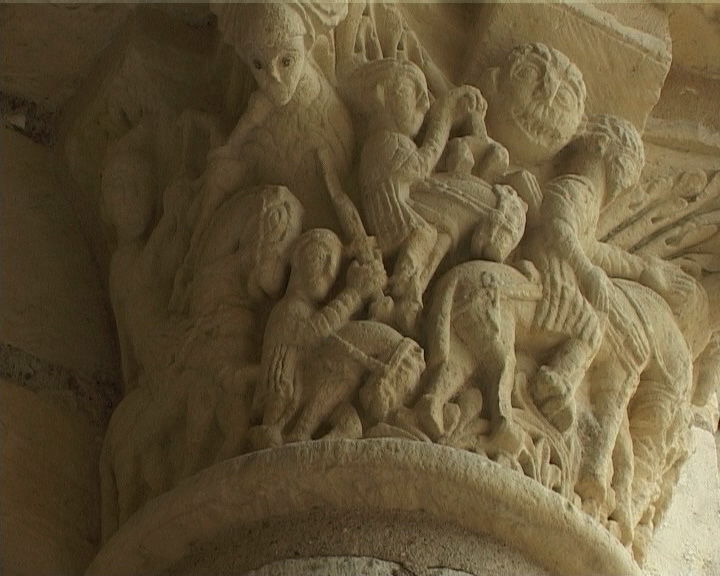
No 8 : Les cavaliers de l'Apocalypse.
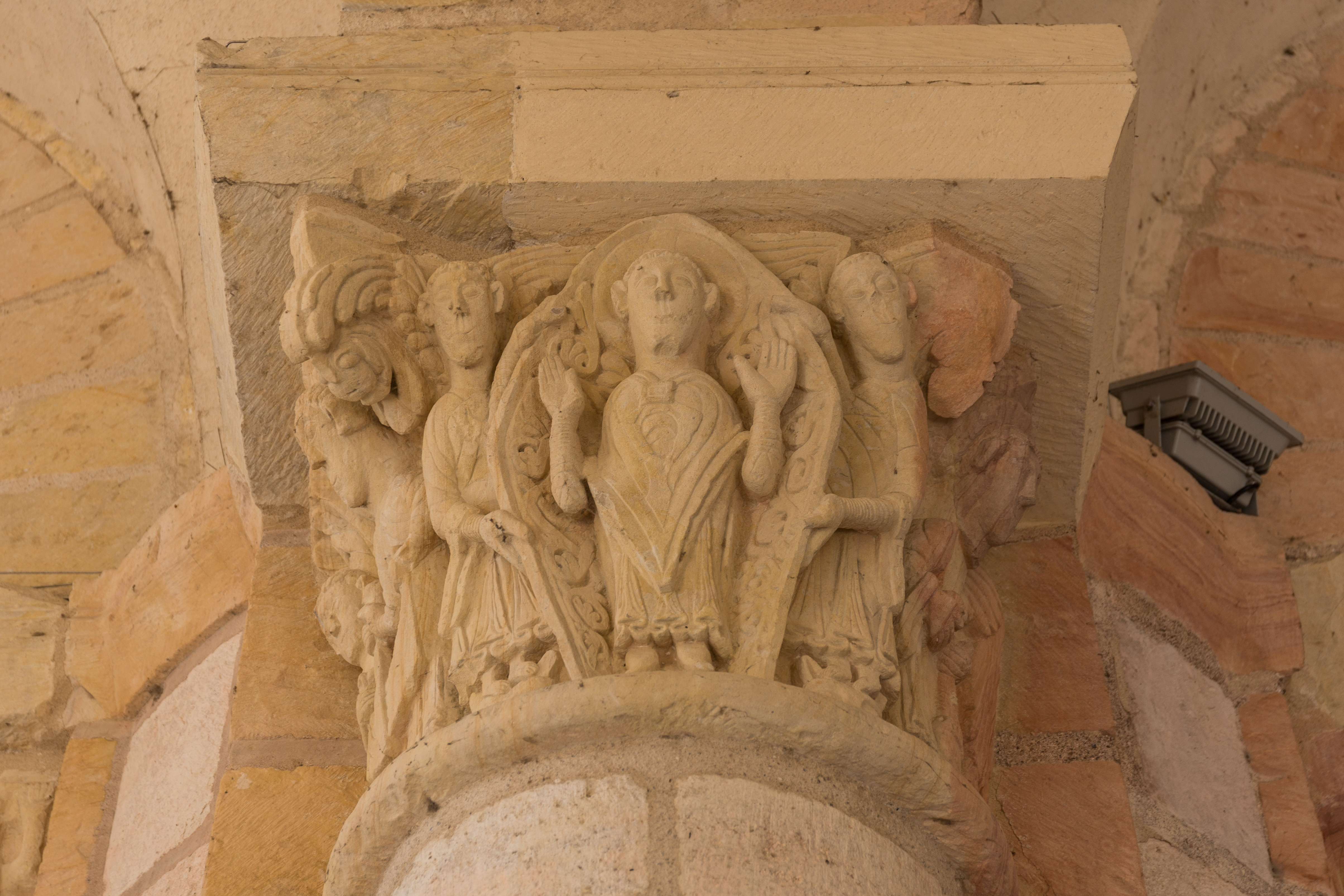
No 10 : saint Martin.
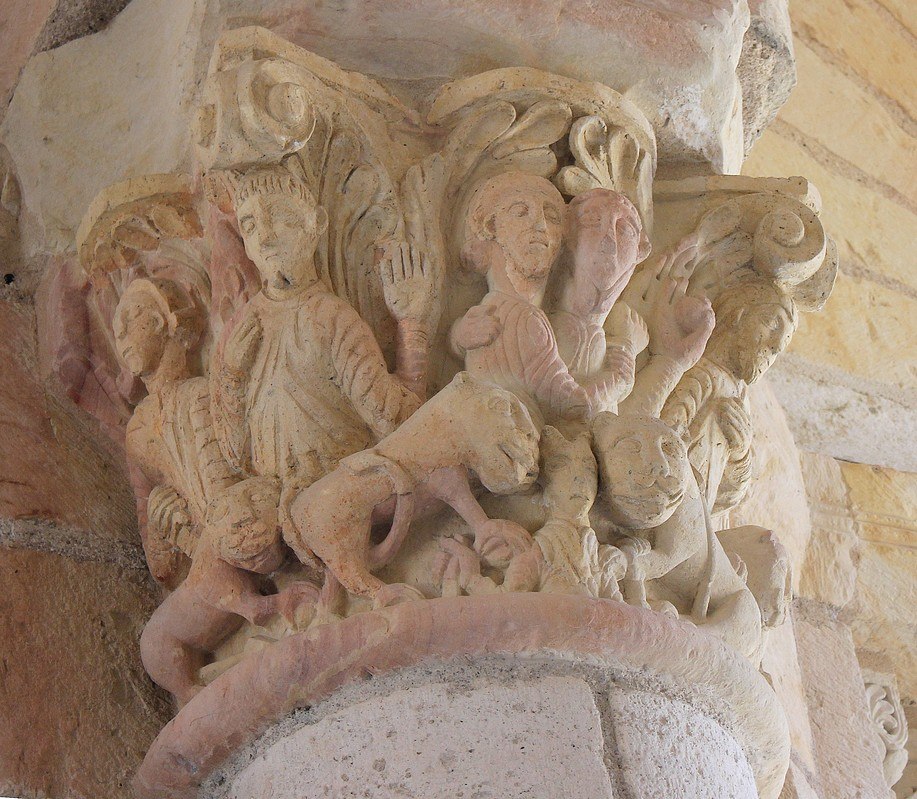
No 36 : hommes et lions.
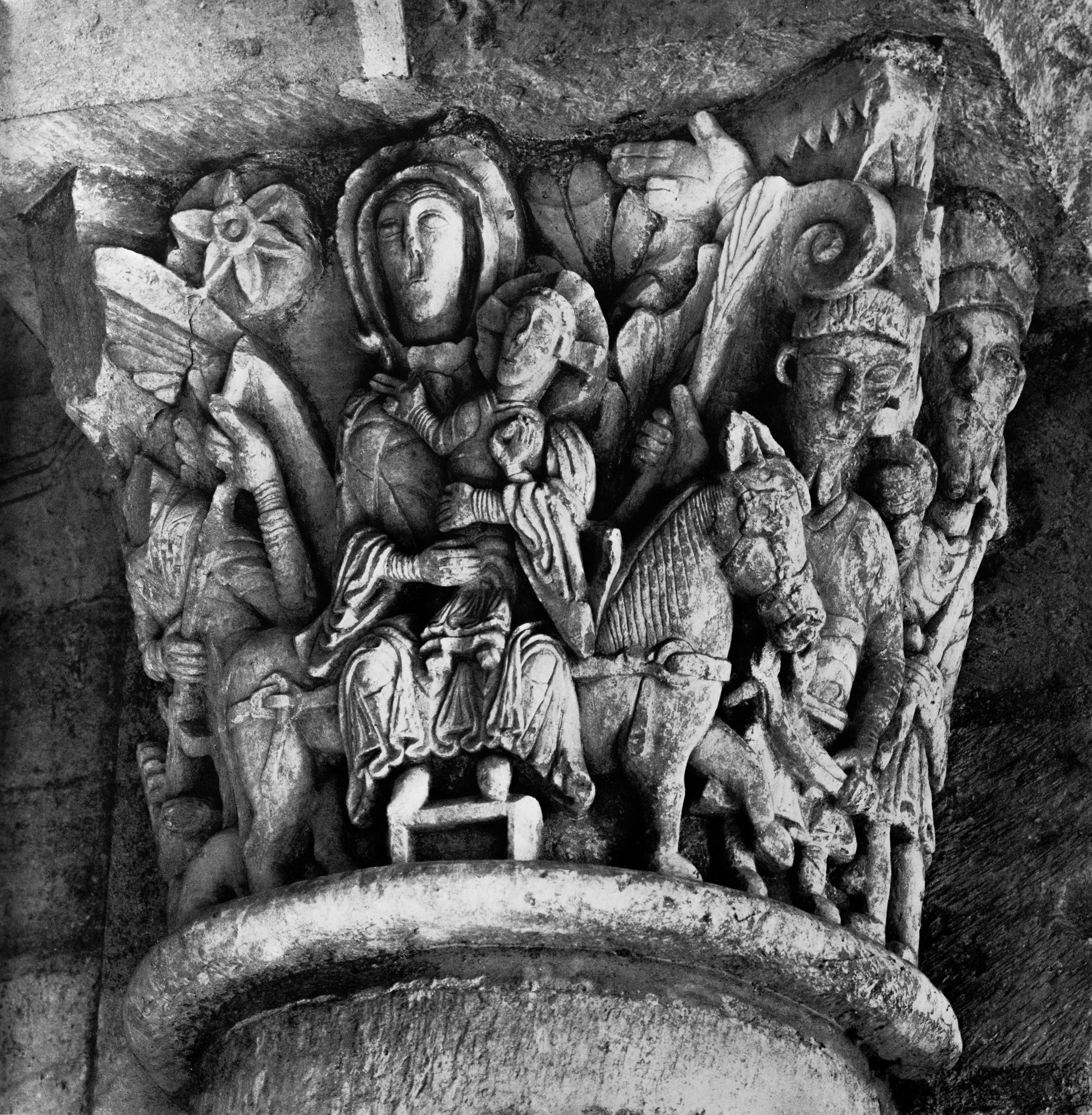
No. 39. La fuite en Égypte
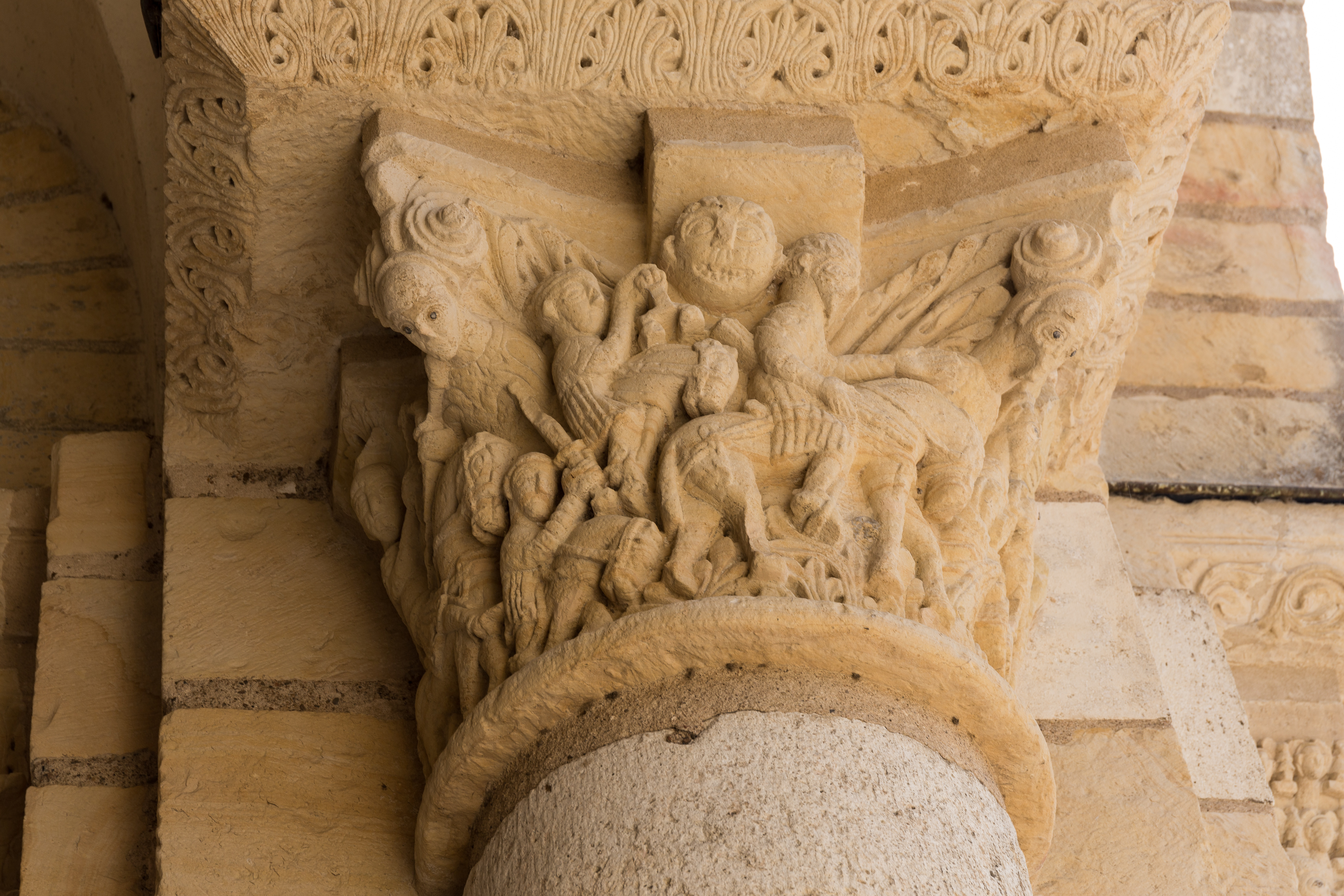
No 49 : La Visitation.

#### La nef

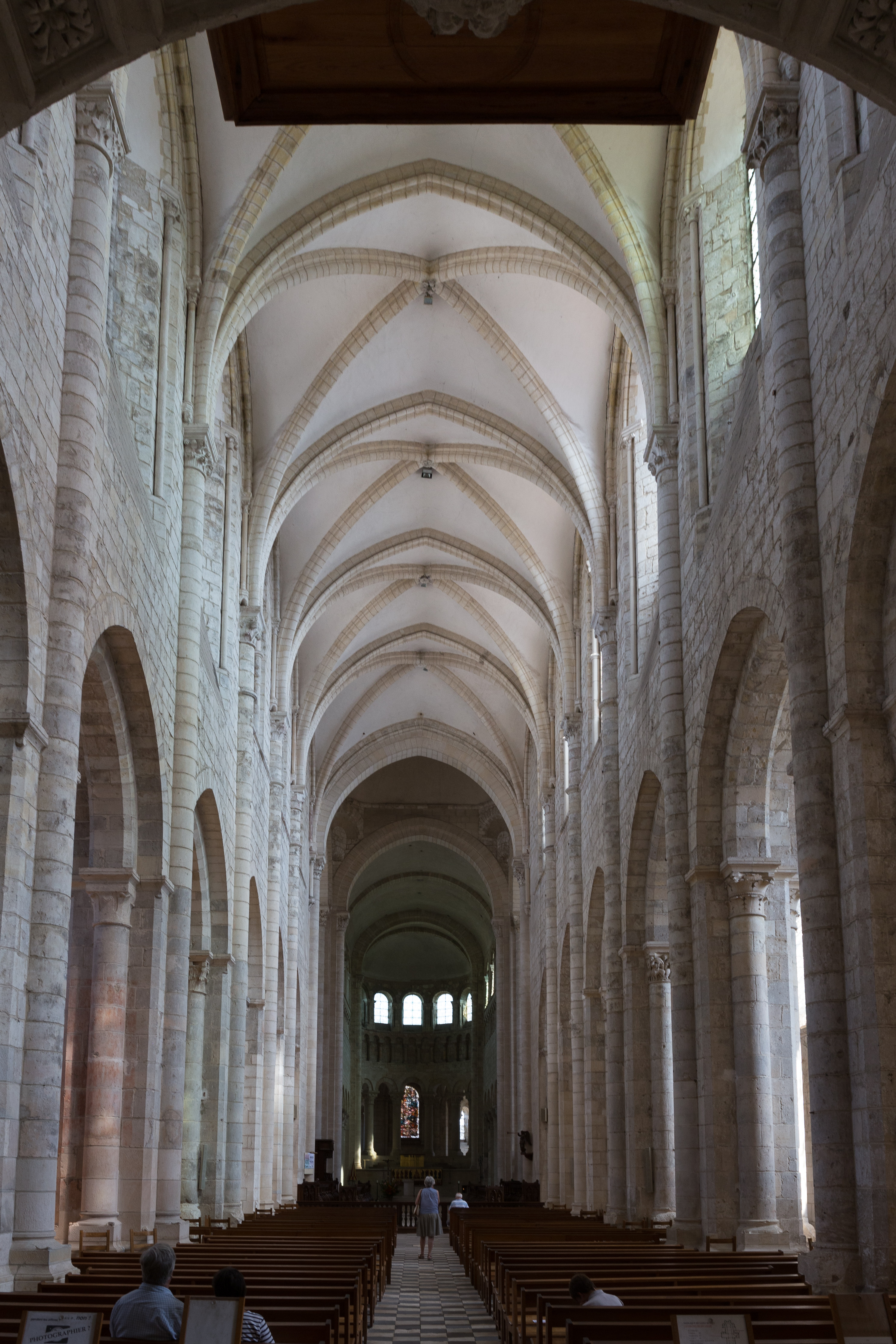
Vue de la nef vers l'est.

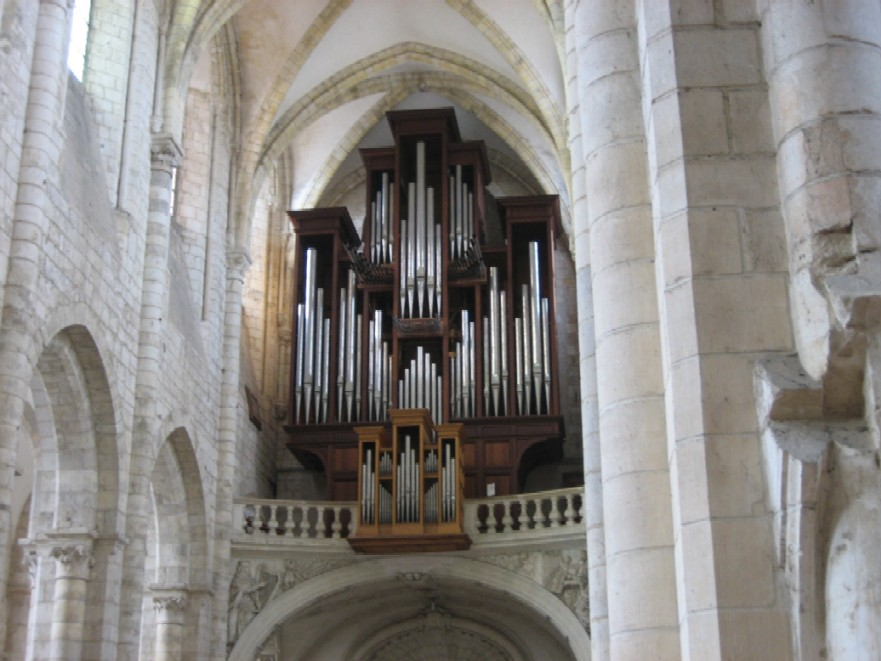
L'orgue à l'ouest de la nef.

Entre la tour-porche et le transept, la nef de l'église primitive est démolie pour laisser la place à une nouvelle nef de sept travées un peu plus larges que le chœur. Les travaux commencés dans le deuxième quart du XIIe siècle en style roman ne sont terminés qu'au XIIIe siècle sous l'abbatiat de l'abbé Barthélémy (1215-1235) à l'époque gothique. Cependant elle présente une certaine unité, le parti architectural d'origine étant conservé au cours des travaux qui se sont développés d'est en ouest. Certainement prévue par les concepteurs d'origines pour être couverte d'une charpente, d'une voûte en berceau ou d'arêtes, la décision tardive de construire des voûtes sur croisées d'ogives sur plan barlong entraine un renforcement des structures. On remonte les murs gouttereaux et on double la hauteur des fenêtres. Les piles sont carrées, aux angles abattus par un méplat et renforcées par des demi-colonnes engagées.
Le remaniement des parties hautes des trois dernières travées, l'achèvement des quatre premières au-dessus des grandes arcades et la construction de la voûte sont réalisés dans le premier tiers du XIIIe siècle et terminés entre 1215 et 1235.
Les collatéraux sont éclairés par des fenêtres encadrées de colonnettes et les murs sont montés vers le milieu du XIIe siècle. Ils sont couverts de voûtes d'arêtes.
Dans la quatrième travée Nord, une porte fait communiquer l'église avec la cour d'accès des visiteurs et au sud, dans la première travée, une autre porte reliait l'église au cloître.

##### Les chapiteaux
Deux chapiteaux près du transept proviennent d'une campagne antérieure et ils sont les seuls historiés. Dans le collatéral Nord, certains à simples bourrelets marquent des restaurations à la suite de la guerre de Cent Ans. Ceux à crochets végétaux et à feuillages naturels ont le style du XIIIe siècle.
Les chapiteaux du XIIe siècle sont en plus grand nombre et retiennent l'attention: un corinthien sanglé d'une torsade, d'autre ornés de figures animales, enfin, un chapiteau plus ouvragé que les autres représente des quadrupèdes surmontés de perroquets et de têtes humaines.

##### Dimensions
Longueur du vaisseau central : 36,85 m, largeur entre-axes des piles : 9,19 m, largeur du collatéral Nord : 4,12 m, largeur du collatéral Sud : 3,65 m, hauteur de la nef : 18,80, hauteur des collatéraux : 8,35,.

#### Le transept, le chœur et l'abside
L'ensemble du transept avec le chœur et l'abside forme après la tour-porche, la partie la plus ancienne de l'abbatiale. Commencé entre 1067 et 1080, il est consacré à la Vierge et à saint Benoît le 21 mars 1108. Le chœur profond doublé de collatéraux est limité à l'ouest par un grand transept et à l'est par un rudiment de transept sur lequel s'ouvre l'abside en hémicycle entourée d'un déambulatoire garni de deux chapelles rayonnantes. Cette abside forme le sanctuaire.

##### Le transept

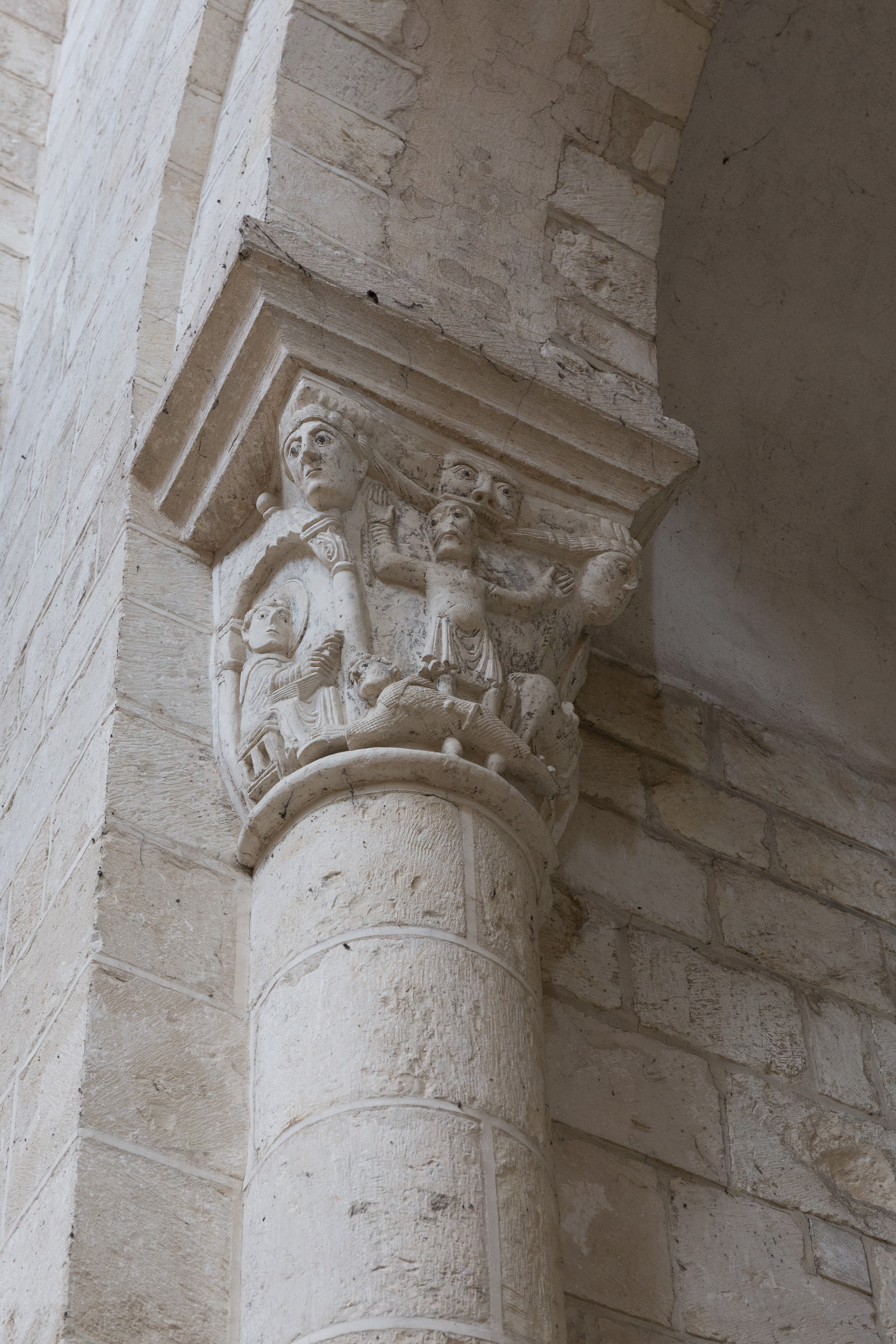
Transept Nord - Le goth et son captif devant saint Benoît.

Le transept, long de 38 mètres, est aussi haut que la nef. Les piliers qui encadrent la croisée sont très importants et allongés vers l'ouest. Ils forment des contreforts pour reprendre les poussées de la coupole Elle est construite sur un plan octogonal et repose dans les angles sur des trompes. Les croisillons du transept sont couverts de voûtes en berceau qui étaient primitivement en plein-cintre et aujourd'hui brisés. Le croisillon Sud a été reconstruit entre 1840 et 1863 sur le modèle de celui du nord qui est restauré en 1866 et 1867. Deux absidioles en hémicycle et voûtées en cul-de-four s'ouvrent vers l'est. Les arcs d'entrée en plein-cintre reposent sur des chapiteaux historiés.
Les chapiteaux sur les piles de la croisée construite au début de la construction du chœur peuvent être parmi les plus anciens de ceux qui décorent le chœur et le transept. Ils proviennent peut-être d'une église antérieure. Sur les piles à l'Est de la croisée, des chapiteaux reconstitués à partir de fragments représentent les restes de saint Benoît et de sainte Scolastique dans le même tombeau. Un autre montre peut-être le triomphe du saint.
Dans le croisillon Nord, un chapiteau historié présente la Tentation de saint Benoît, le saint dévêtu repoussant une femme en se roulant dans un buisson d'épines. Dans la première chapelle, on voit sur le chapiteau de gauche un christ nimbé, crucifié avec des personnages debout et prosternés à ses pieds. Il porte l'inscription HUGO MONACHIS, sans doute Hugues de Saint-Marie, moine de l'abbaye auteur de traités et continuateur des Miracles de saint Benoît. On le retrouve sur un autre chapiteau du chœur. Dans la deuxième chapelle, le chapiteau de droite représente Daniel entre les lions. À gauche saint Benoît avec le goth Galla prosterné à ses pieds avec derrière lui le paysan qu'il tient enchaîné. Sur le mur Ouest est incrusté un masque humain qui provient peur-être de l'église antérieure,,

##### Le chœur

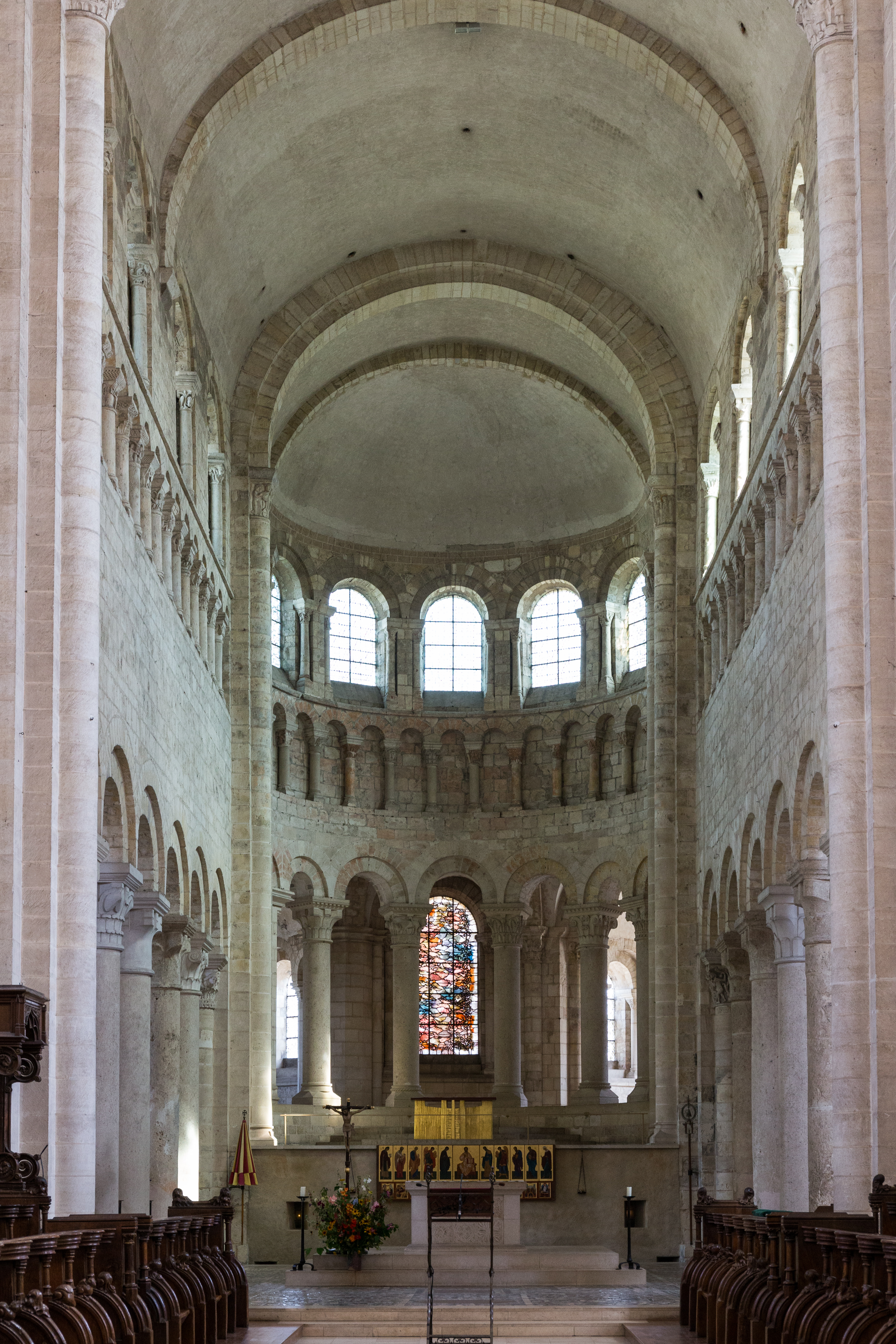
Le chœur.

Entre le transept et l'abside, le chœur, d'une longueur de plus de quinze mètres et d'une hauteur d'environ vingt mètres, est éclairé par quatre fenêtres en plein-cintre de chaque côté, au-dessus d'une arcature aveugle avec des arceaux en plein-cintre reposant sur des colonnettes. Six grandes arcades en plein-cintre font communiquer le chœur avec ses collatéraux couverts de voûtes en berceau qui portaient autrefois des traces de gravures. Ils sont éclairés par des fenêtres en plein-cintre. La crypte creusée sous le sanctuaire impose une dénivellation de près de deux mètres qui a été modifié en paliers pour installer le pavement. Avant, une série d'ouvertures dans son mur Est permettait un passage visuel vers la châsse de saint Benoît.
Les chapiteaux sont décorés de feuillages stylisés ou de motifs dérivés des chapiteaux antiques. Les autres sont des sculptures représentant des combats de monstres, des animaux, des chasses, quelques scènes de l'histoire de saint Benoît et de saint Maur, Samson enlevant les portes de Gaza, l'Adoration des bergers, saint Pierre marchant sur les eaux par ordre du Christ. La Crucifixion avec un christ en croix vêtu de la tunique suit la tradition de Byzance reprise par les carolingiens. Une Vierge à l'enfant voit saint Benoît lui présenter un objet qui peut être un manuscrit. Au sud du chœur, les chapiteaux sont ornés avec des scènes représentant, du côté du transept la Visitation et du côté du sanctuaire de petits personnages nus courant dans des rinceaux,.

##### L'abside avec le sanctuaire
Le sanctuaire, avec son pourtour en abside, est construit sur la crypte des reliques de saint Benoît et reprend son plan. Une travée rectangulaire couverte d'une voûte en berceau prolonge celle du chœur et est limité par un arc-doubleau retombant sur une colonne engagée. La tête de voûte en cul-de-four est supportée par des colonnes disposées en hémicycle. Au-delà du sanctuaire, un déambulatoire est couvert en berceau tournant et est éclairé par trois fenêtres dont une dans l'axe avec, de chaque côté une chapelle voûtée en cul-de-four et éclairées par trois fenêtres en plein-cintre. Au nord et au sud du faux transept sont accolées des tours sur trois niveaux desservies par un escalier à vis.
Les chapiteaux du sud représentent le sacrifice d'Abraham à l'ouest et Adam et Ève au Paradis terrestre à l'est. Sur les quatre colonnes qui entourent la travée rectangulaire sont sculptés les miracles de saint Benoît : au nord, Benoît ramassant un crible en terre cuite brisé par sa nourrice, à côté, saint Maur courant sur les eaux et sauvant le jeune Placide de la noyade. Au sud, on voit Totila s'agenouillant devant saint Benoît et à côté, celui-ci ramenant à la vie un enfant que son père avait déposé au pied du monastère,.

##### Le pavement
Juste Lisch a fait un relevé de le pavement en opus sectile du chœur dans le but d'en faire un remontage à son emplacement primitif après le démontage de l'autel du XVIIe siècle. Une aquarelle de Constant Coursimault faite en 1920 montre que le pavement était encore dans son état du XVIIe siècle.
Entre 1531 et 1535, l'abbé commendataire, le cardinal Antoine Duprat, pour s'attirer l'affection de ses moines, fait venir d'Italie des pierres de marbre, jaspe, porphyre et serpentine pour daller le sanctuaire. Les dates de pose sont controversées, la création des paliers en pente douce à 3 % sont du XVIe siècle ou en deux étapes 1642 et 1660.
Les fouilles de 1958 montrent, par la découverte de dallage similaire dans le chœur, que les pierres du cardinal Duprat ne constituent pas la totalité du pavement actuel comme on le croyait. Il semble utiliser des éléments d'une église antérieure,. La découverte de traces de l'incendie de 1026 sous la chape du dallage permet d'en donner une date de réalisation car on sait par la Vita Gauzlini que Gauzelin a entrepris aussitôt la restauration du mobilier du chœur en mettant en place un dallage importé a partibus Romaniae.
Entre 1963 et 1976, le niveau du sol a été rétabli dans son niveau du XIIe siècle permettant de proposer une restauration du pavement qui avait été offert par l'abbé Gauzlin. Cette restauration a été faite à partir du texte de la Vita Gauzlini rédigée par son biographe André de Fleury.

##### Le gisant dePhilippeIer
Le corps du roi des Francs Philippe Ier, dont l'amitié a été si profitable aux moines, est inhumé en 1108 au centre du chœur dans un caveau dont les restes bien conservés sont reconnus en 1830. Le gisant porte six lions et est décoré de l'effigie du défunt en haut-relief. Il est retaillé en 1830 pour faire disparaître les mutilations. Quatre lions sont entièrement neufs mais les deux autres sont les seuls morceaux d'origine.

##### Les stalles
En 1413, une commande de cent stalles est faite à des menuisiers et sculpteurs sur bois orléanais. Cette série a subi bien des pertes, remaniements et déplacements. Elle correspond au type commun des stalles du Moyen Âge. La physionomie humaine est traitée avec une finesse d'observation des visages locaux mais il ne reste que peu de têtes. Certaines sculptures évoquent l'envie, la gourmandise, la paresse, la médisance, la colère mais d'autres sujets qui s’intercalent sont de pure fantaisie. Les ornements sont d'une belle exécution mais restent sobres,.
|                              |
| Philippe Ier et le pavement. |

|                   |
| Le déambulatoire. |

|                                                  |
| La croisée du transept, le chœur et les stalles. |

#### Le portail nord
Au niveau de la quatrième travée de la nef, côté nord, se trouve un portail bâti à la fin du XIIe ou au début du XIIIe siècle suivant les auteurs. Il servait d'entrée aux visiteurs, la partie Nord de l'enclos monacal formant la cour où les bâtiments de services et d'accueil étaient installés. Il est d'un grand intérêt et comporte notamment un tympan richement orné : Le Christ en majesté trône au milieu des quatre évangélistes, saint Jean et saint Matthieu le regardant, saint Marc et saint Luc détournant leur regard vers leur symbole respectif car, selon la tradition, ces deux derniers n'ont pas connu directement le Christ. Les voussures sont ornés avec les autres apôtres et des anges portant des objets liturgiques.
Une frise décore le linteau. Elle raconte la translation des reliques de saint Benoît à travers trois événements : la récupération des ossements au mont Cassin, le miracle de la résurrection des enfants qui permit de séparer les restes de saint Benoît de ceux de sa sœur sainte Scolastique et enfin l'accueil enthousiaste réservé aux reliques à leur arrivée à Saint-Benoît. À l'occasion d'une restauration en 1996, a été découvert au revers du linteau une sculpture inachevée (une vierge entourée des apôtres) qui montre que le programme iconographique a été modifié et la pierre retournée.
Cet ensemble sculpté, autrefois peint gardait des traces de peinture rouge et verte. Il semble avoir souffert du passage des huguenots et un certain nombre de têtes semblent avoir été refaites au XVIIe siècle,.
|                       |
| Le linteau intérieur. |

| |
| Le portail nord avec la translation des reliques saint Benoit - nous voyons le reliquaire sur ce transept . |

|                       |
| Haut du portail nord. |

|                                       |
| Les sculptures polychromes du tympan. |

#### La crypte
Dans la crypte où reposent les reliques de saint Benoît, tout est organisé pour voir la châsse du saint. Le pilier central est évidé par trois petites baies qui permettent un passage visuel. De cette souche s'échappent tous les arcs-doubleaux de la crypte. La liaison visuelle avec le chœur se faisait par de petites fenêtres aujourd'hui bouchées.
On peut reconnaître le plan et les dispositions primitives. Autour de la confession centrale couverte d'une voûte en berceau, un double déambulatoire est couvert de voûtes d'arêtes. La travée d'axe est percée d'une baie. De chaque côté s'ouvre une chapelle rayonnante couverte en cul-de-four et éclairée d'une fenêtre. Deux chapelles en hémicycles sont éclairées par deux fenêtres.Cette crypte rouverte et restaurée de 1861 à 1865 a été abandonnée en 1638 après avoir été séparé des collatéraux en 1633 et du chœur en 1531-1535. Dix chapiteaux neufs sont sculptés et les autres restaurés en 1865.

##### La salle du trésor
Au sud, se situe une salle rectangulaire dite du Trésor aussi connue comme crypte ou chapelle de saint Mommole. Elle peut être datée du Xe siècle et ses techniques de construction prouvent qu'elle est antérieure à l'église actuelle et qu'elle a été isolée. Elle est couverte par six compartiments de voûtes d'arêtes en blocage sans doubleau retombant sur des pilastres et deux colonnes. Les chapiteaux, très aplatis, sont composés par la pénétration d'une sphère dans un cube et décorés de dessins triangulaires que l'on retrouve sur les socles des bases,.
|                                 |
| Vue de la crypte depuis le sud. |

|                                   |
| Les reliques de Benoît de Nursie. |

### Objets classés

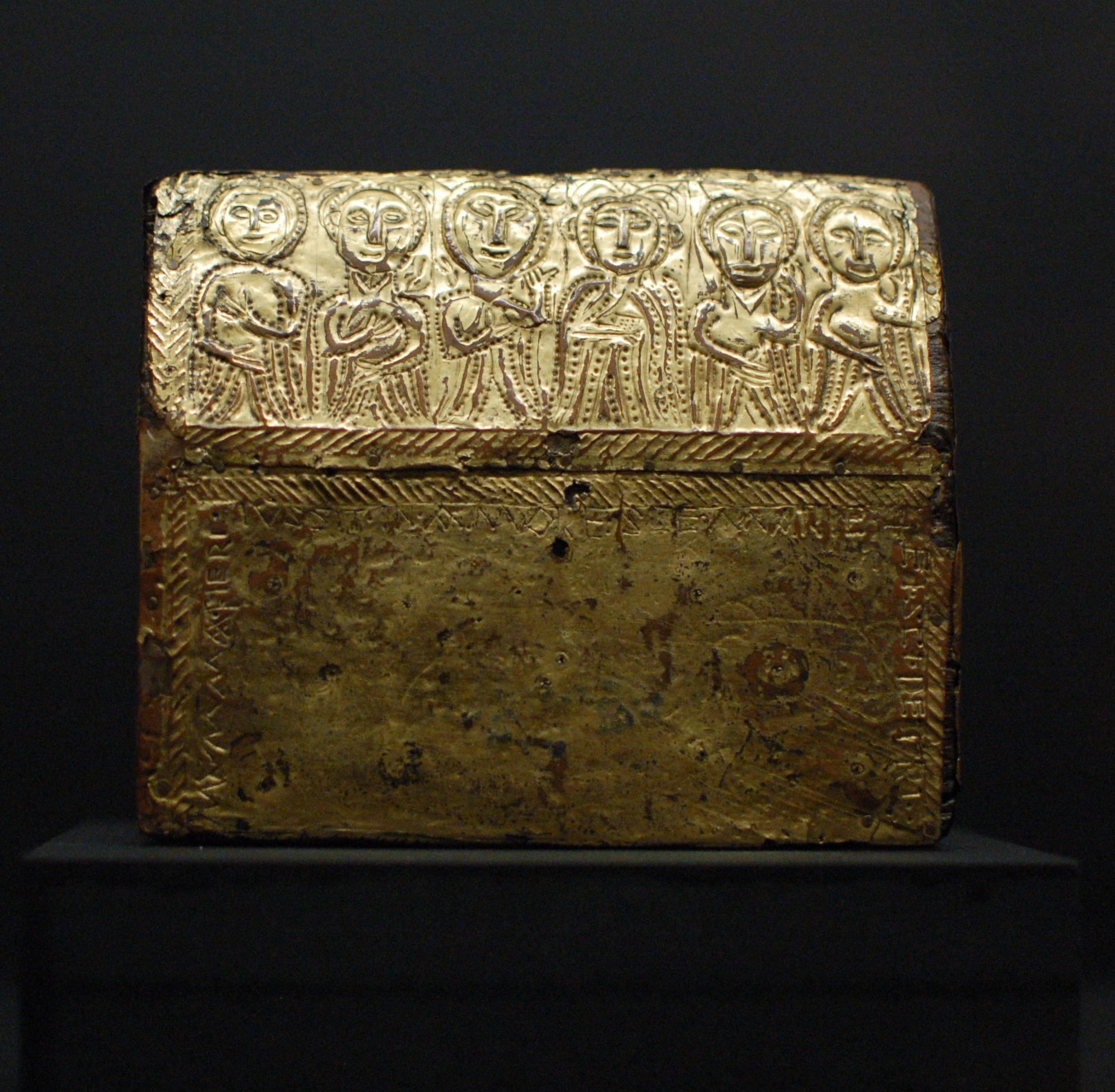
La châsse de Mumma.

L'abbaye est riche de 46 objets classés depuis les trois sarcophages du haut Moyen Âge aux châsses du XIXe siècle.
En 1642 est découverte dans les fondations de l'autel de Notre-Dame de Fleury une châsse-reliquaire du VIIe siècle dont les inscriptions l'attribuent à Mumma, peut-être l'abbé Mommole. Elle est en bois revêtue de cuivre repoussé de 13 × 11 cm et 4,8 cm de hauteur. Elle porte sur la partie supérieure six personnages et sur la partie inférieure dix cercles et des croix palmées. Les formes sont très simples comme dans les reliefs de l'époque. Sur la face postérieure, une inscription nous donne des renseignements précieux: MUMMA FIERI IUSSIT IN AMORESCE MARIE ET SCI PETRI,.
Dans les arts précieux, on trouve aussi une crosse pastorale du XIe ou XIIe siècle, une croix de procession du XVIe siècle, un reliquaire-encensoir du XVIIe siècle, des châsses des XVIIe et XIXe siècles...
Dans le dépôt lapidaire sont regroupées une urne cinéraire du VIIIe siècle, des sculptures du XIe siècle : une tête d'homme à moustache, une tête d'homme imberbe, des saintes femmes,
un autel de saint Benoît en pierre du XIe siècle avec un décor représentant une ville, un pavementavec un lion couronné à croix et fleurs de lys du XVe siècle...
Parmi les autres objets on remarque une cloche et trois plaques décoratives du VIIIe siècle, la plaque funéraire de l'abbé Vrain du XIe siècle, six chapiteaux du XIe siècle et un du XIIe siècle, une statuette de la Vierge du XIVe siècle...
Au Musée historique et archéologique de l'Orléanais à Orléans sont déposés une série de chapiteaux du XIIe siècle.
|  |
|  |

|  |
|  |

|  |
|  |

### Les orgues

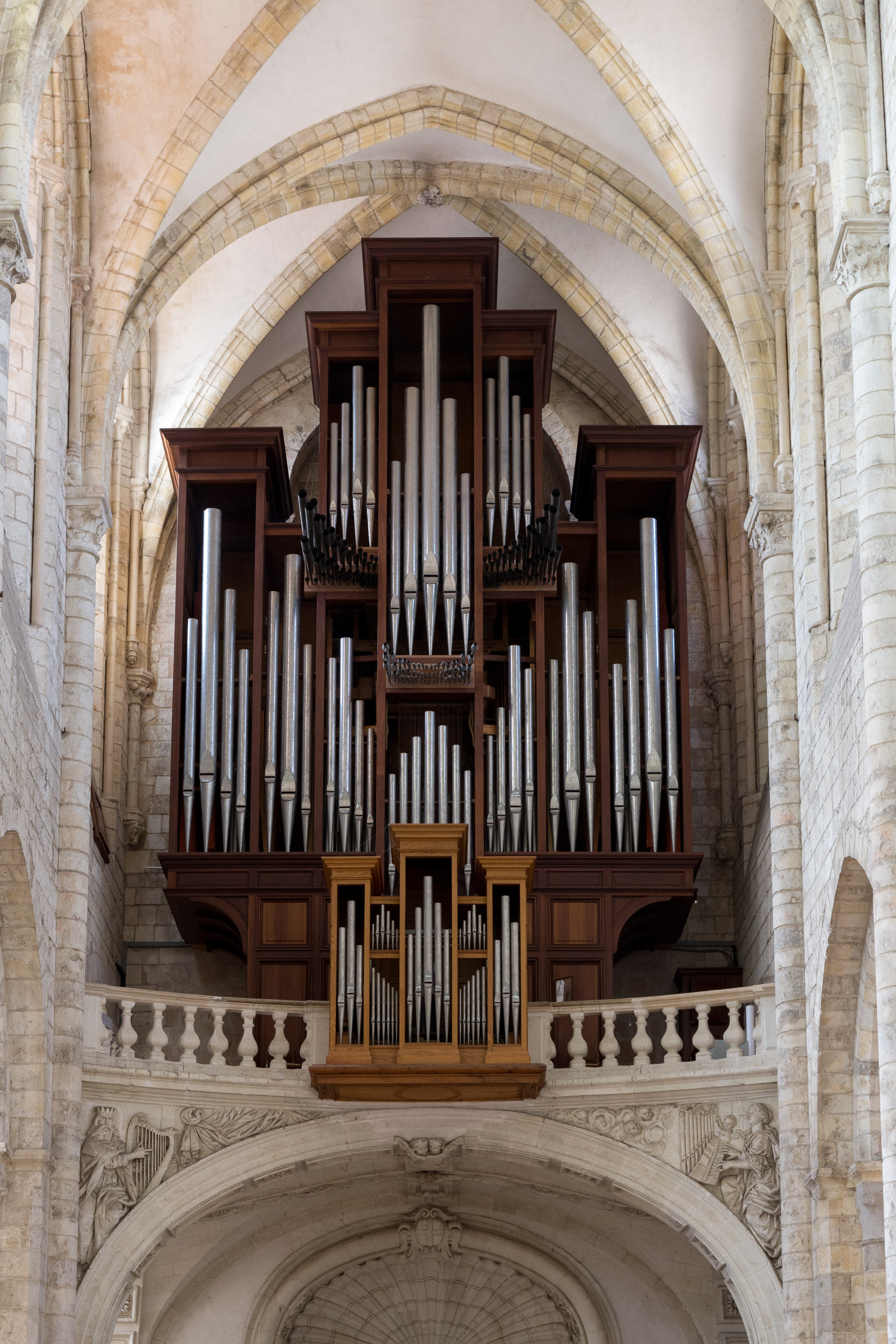
L'orgue d'Alain Sals (1983).

L'orgue actuel de l'abbatiale de Saint-Benoît-sur-Loire provient d'un échange au début du XIXe siècle avec celui de la cathédrale Sainte-Croix d'Orléans.
Au début du XVIe siècle l'abbatiale de Saint-Benoît-sur-Loire possède un orgue placé sur le jubé mais il est brisé par les Huguenots en 1562. Il faut attendre l'arrivée de la congrégation de Saint-Maur pour que l'abbé Louis Barbier de la Rivière commande en 1656 un nouvel instrument à Noël Grantin, un facteur d'orgue originaire d'Orléans et installé à Dijon. L'orgue est placé au-dessus de la grande porte de la nef. En 1661, le même facteur l'augmente à 33 jeux et trois claviers. Quarante ans plus tard, par manque d'entretien il est à bout de souffle.
De 1702 à 1705, Jean Brocart et frère Nicolas Puval travaillent à un nouvel orgue posé sur une tribune en pierre à l'entrée de l'église. Il est réparé en 1719 par le facteur Le Roy qui ajoute quelques jeux et un nouveau clavier. En 1720, l'instrument restauré et agrandi comporte quatre claviers.
Le 6 mai 1790 après la dissolution des congrégations, sur l'inventaire de l'abbaye, on trouve un orgue de seize pieds et les soufflets avec une très belle boiserie.
Au début du XIXe siècle, l'orgue de Saint-Benoît-sur-Loire est plus important que celui de la cathédrale Sainte-Croix d'Orléans et l'évêque Étienne-Alexandre Bernier demande l'orgue de l'abbaye à l'acquéreur de biens nationaux l'architecte Benoît Lebrun qui n'est pas certain d'en être le propriétaire. Malgré la résistance des habitants de Saint-Benoît-sur-Loire l'orgue est transféré à Orléans sous la protection de la force publique et remplacé par celui de la cathédrale Sainte-Croix en 1821.
L'orgue de la cathédrale Sainte-Croix devenu celui de Saint-Benoît-sur-Loire est construit en 1657 par Noël Grantin, restauré en 1704 par François Thierry et révisé en 1774 par Jean Baptiste Isnard. Il possède seize jeux avec un clavier de Récit de 37 notes et un pédalier de 18 notes. En 1860 il est restauré et agrandi à vingt jeux par le facteur Alfred Loriot d'Orléans. En 1935 et 1936, il est restauré et modernisé par Victor Gonzalez avec l'ajout d'un nouveau sommier de 54 jeux anciens complétés par cinq jeux neufs. Le pédalier est étendu à trente notes.
En 1977, Alain Sals fait une importante restauration et un buffet neuf est construit par l'entreprise Riguet de Chateauneuf-sur-Loire en 1981. Le nouvel orgue a une facture classique de 35 jeux dont une part importante des XVIIe siècle et XVIIIe siècle est préservée et restaurée. En 2008, il est de nouveau restauré par Alain Sals et neuf des 36 jeux sont composés des tuyauteries originales.

### Les vitraux
Les vitraux actuels de l'abbaye ont été conçus par l'artiste Bernard Foucher, entre 1973 et 1987, avec l'atelier de vitraux du monastère de Saint-Benoît.

## Protection aux monuments historiques
L'église abbatiale est classée au titre des monuments historiques par liste de 1840, le terrain alentour, d'une surface de 96 centiares, d’un classement au titre des monuments historiques depuis le 21 mars 1941 et 46 objets dont une châsse du VIIe siècle sont classés au titre d'objets.
Le site est situé dans la partie est du val de Loire qui est classé à l'UNESCO,.

## Personnalités liées à l'abbaye

### Moines et visiteurs
- Saint Oswald († 992), y fit ses études
- Saint Abbon († 1004), abbé
- Aimoin de Fleury († 1008), historien, De Antiquitalibus ecclesiasticis, Cologne (1500)
- Helgaud de Fleury († 28 août 1048), Epitome Vitae regis Rotberti Pii (La vie de Robert II le Pieux), 1033
- Dom Raoul Tortaire, Dom Adrevald, Dom Aimoin, Dom André, Dom Hugues de Sainte-Marie,  Les Miracles de Saint-Benoît{{[94]}}référence insuffisante|
- Maurice de Sully, né entre 1105 et 1120 à Sully-sur-Loire toute proche et mort le 11 septembre 1196 à Paris, est un homme d'Église français, Évêque de Paris de 1160 à 1196, inventeur de la cathédrale Notre-Dame de Paris à partir de 1163, aurait été donné à l'abbaye par sa mère lorsqu'il était tout jeune afin d'y être formé avant de rejoindre l'Université de Paris et faire une carrière remarquablec
- Dom Georges Viole (1598-1669), prieur en 1629, historien, hagiographe, généalogiste
- Joseph Fourier, mathématicien et physicien (1768-1830) y fit son noviciat[95]

### Hôtes
- Le roi des Francs Philippe Ier, dévot de saint Benoît, demanda par humilité à être enterré à Fleury plutôt qu'à Saint-Denis.
- Le poète et romancier français Max Jacob a fait plusieurs séjours dans le village et à l'abbaye. Il est arrêté par les troupes allemandes le 24 février 1944 avant d'être déporté. Il meurt le 5 mars 1944. Il est enterré dans le cimetière du village.

|                  |
| Abbon de Fleury. |

|            |
| Max Jacob. |

|               |
| Philippe Ier. |

## Divers

### Le belvédère - Centre d'interprétation de l'art roman

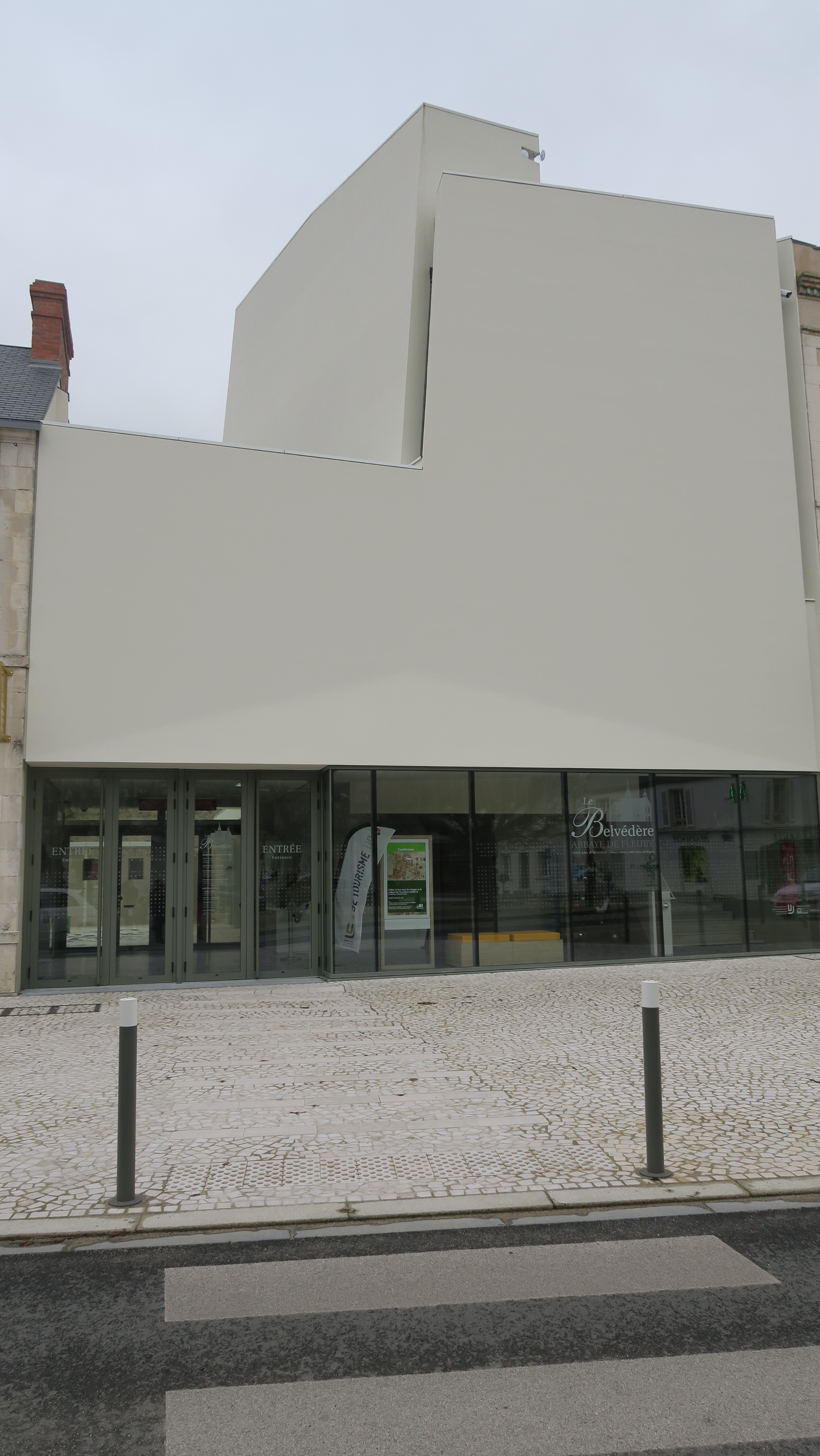
Façade du Belvédère, Centre d'interprétation de l'art roman.

Ouvert depuis le 9 novembre 2019, le Centre d'interprétation de l'art roman est divisé en trois pôles, accueil, animation et interprétation avec un belvédère et une vue sur le nord-est du chevet de l'abbatiale.
Dans l'espace d'accueil, des expositions temporaires sont présentées autour d'objets authentiques et l'animation du site bénéficie d'un foyer et d'un atelier.
Les expositions permanentes présentent l'abbaye ligérienne, ses trois chantiers, les sciences et la culture médiévale, Saint-Benoît selon Saint Benoît et les grandes figures de l'abbaye, Théodulf, Odon, Gauzlin, Macaire, Abbon et Richelieu. Enfin, l'accent est mis sur l'influence de Benoît de Nursie à Benoît d'Aniane, les miracles du saint, la vie monastique, le quotidien et le renouveau bénédictin.
L'office du tourisme y est installé depuis l'été 2019.

### Représentations
En 1827, une lithographie de Godefroy Engelmann de la façade nord de l'abbatiale sur un dessin de Charles Pensée est reproduite dans l’Album du département du Loiret de Charles F. Vergnaud-Romagnesie.
En 1851, une lithographie de la façade sud de l'abbatiale par Deroy sur une gravure de Ernest Pillon.
À la fin du XIXe siècle, une série de trois photographies du photographe français Séraphin-Médéric Mieusement a pour sujet la basilique de Saint-Benoît-sur-Loire.
En 2008, l'abbaye a été l'objet d'un documentaire de 52 minutes intitulé Saint-Benoît-sur-Loire par Rodolphe Viémond.

### Offices, visites, publications
En semaine, la messe a lieu à 12 h. Les chants sont en grégorien. Les dimanches et jours de fêtes, la messe paroissiale est à 9 h 30 et la messe des moines à 11 h. Par ailleurs, tout le monde peut participer aux offices de la journée (laudes, tierce, sexte, none, vêpres et complies) avec les moines.
L'abbatiale est ouverte aux visites de 7 h à 21 h tous les jours, sauf le premier vendredi de chaque mois. Pour les groupes, il est recommandé de contacter le monastère au préalable : il est possible de bénéficier d'une visite guidée par un frère.
Renaissance de Fleury est le bulletin trimestriel de l'association des amis de Saint-Benoît de Fleury.

### Philatélie
La tour-porche de la basilique est représentée sur un timbre de la poste française sorti en 2017 dans une série intitulée « commémoratifs et divers »,.